# Coelum Stellatum Christianum
Coelum Stellatum Christianum est un ouvrage de cartes célestes réalisé en 1627 par Julius Schiller où les constellations « païennes » sont remplacées par des références bibliques.

## Analyse des planches

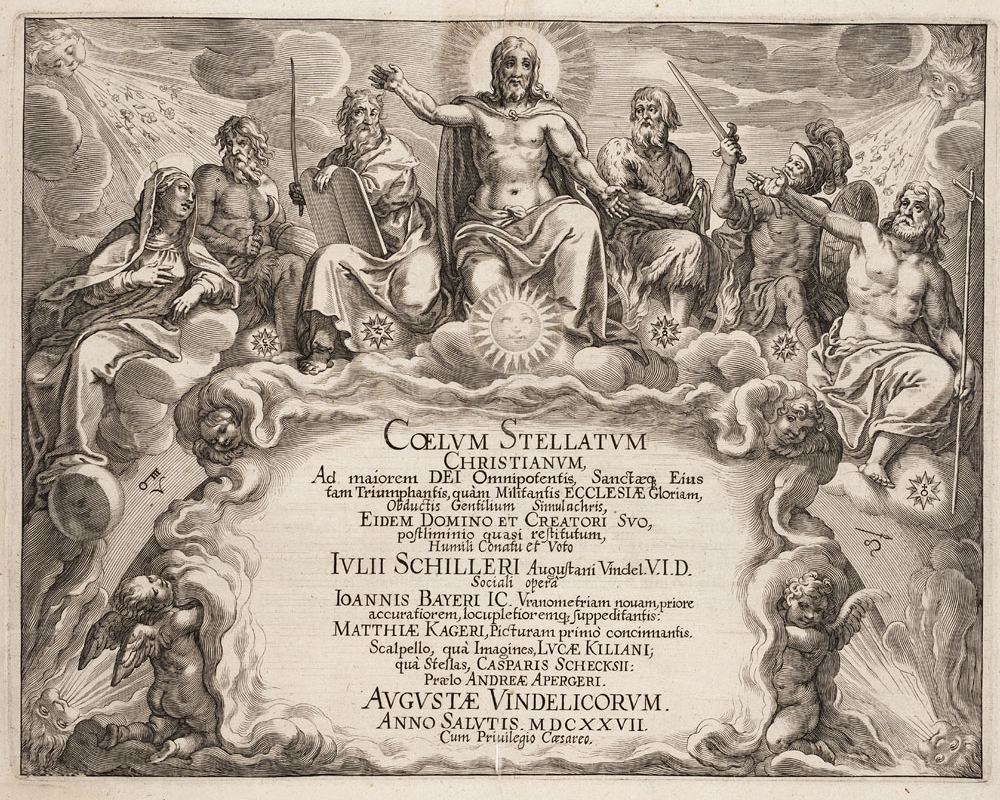
Dans le frontispice, le Christ représente le soleil, reprenant ainsi la tradition de Noël, qui fait coïncider la naissance de Jésus avec le solstice d'hiver, les jours s'allongeant et prenant le pas sur la nuit comme le Christ vainc les ténèbres[1].
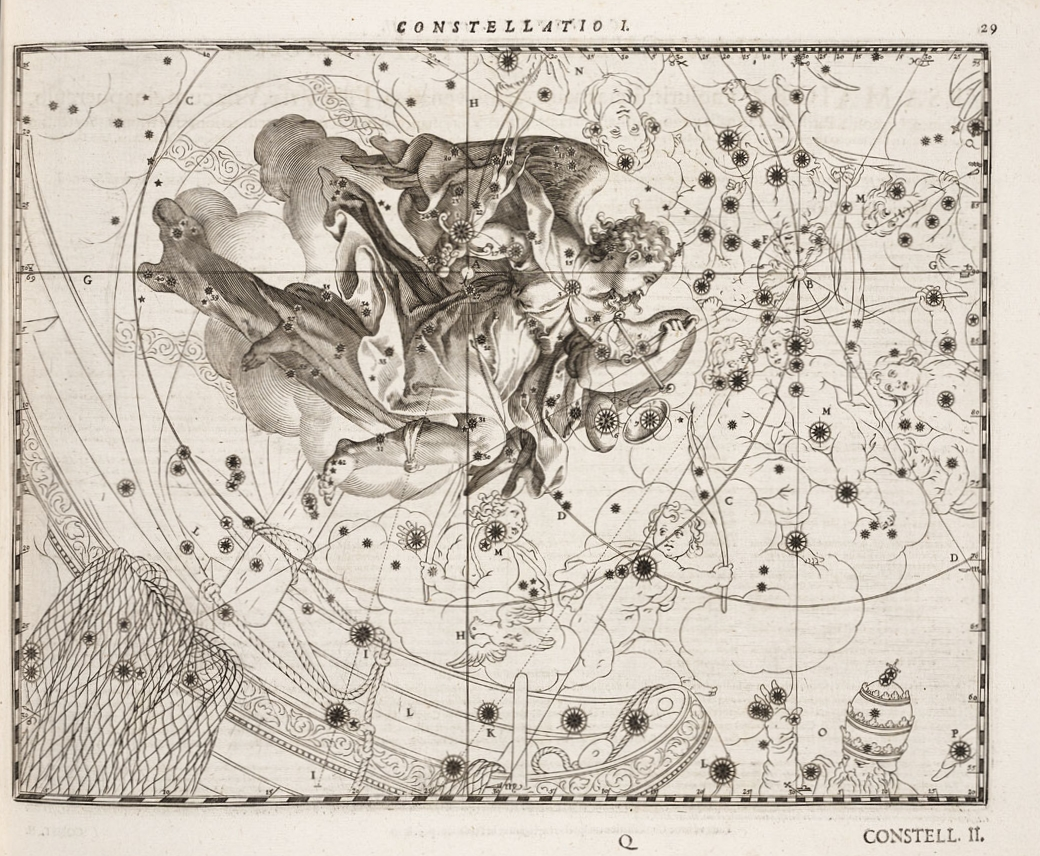
L'archange Michel, figure centrale de la chrétienté, remplace la Petite Ourse
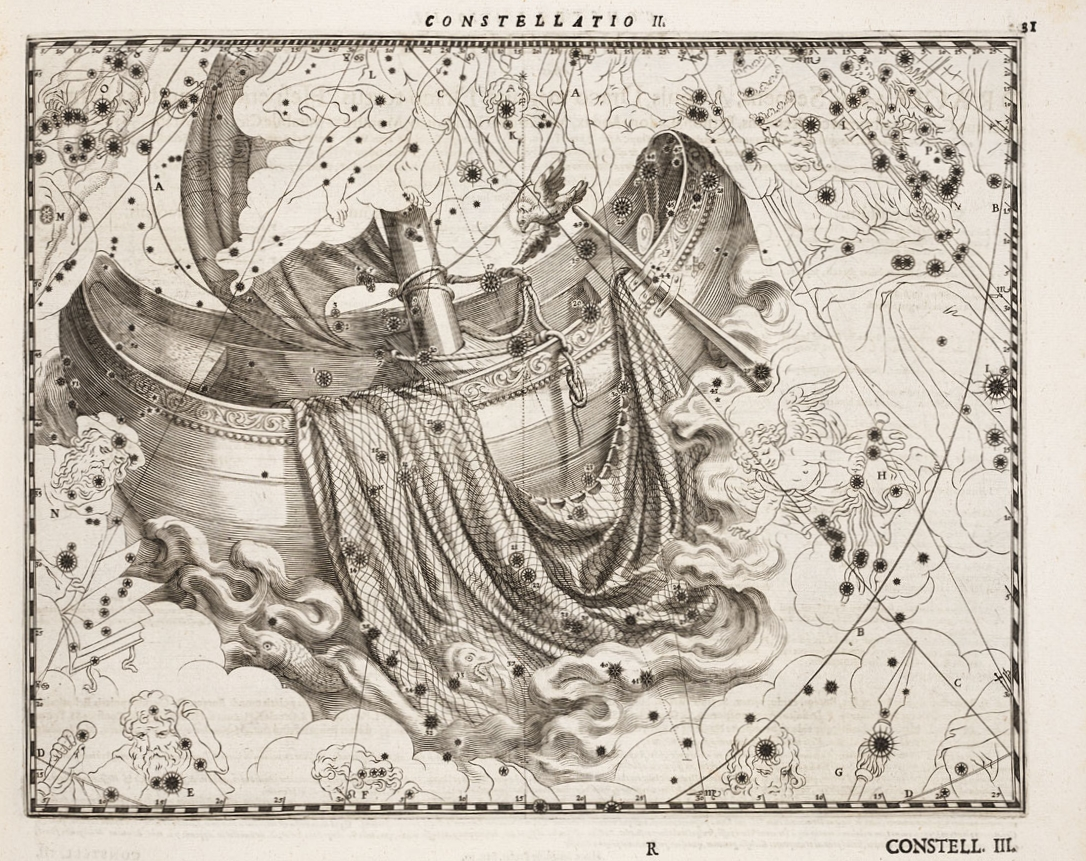
La Barque de saint Pierre, métaphore de l'Eglise, remplace la Grande Ourse
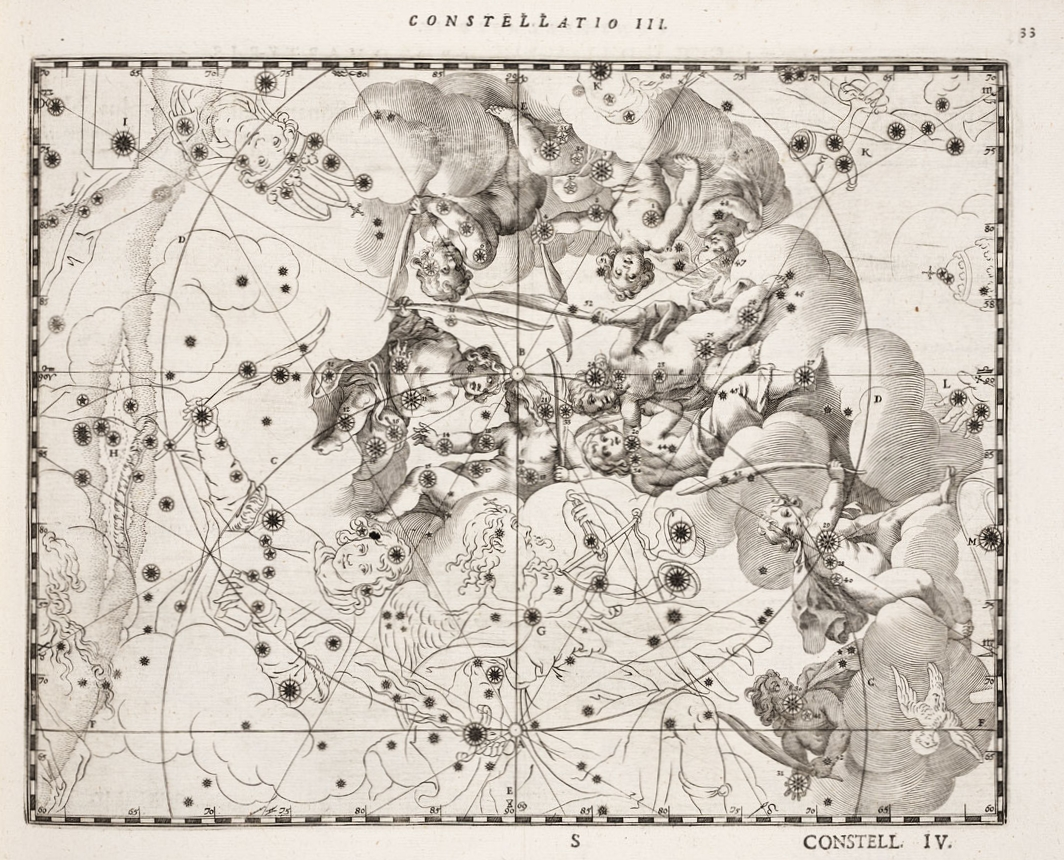
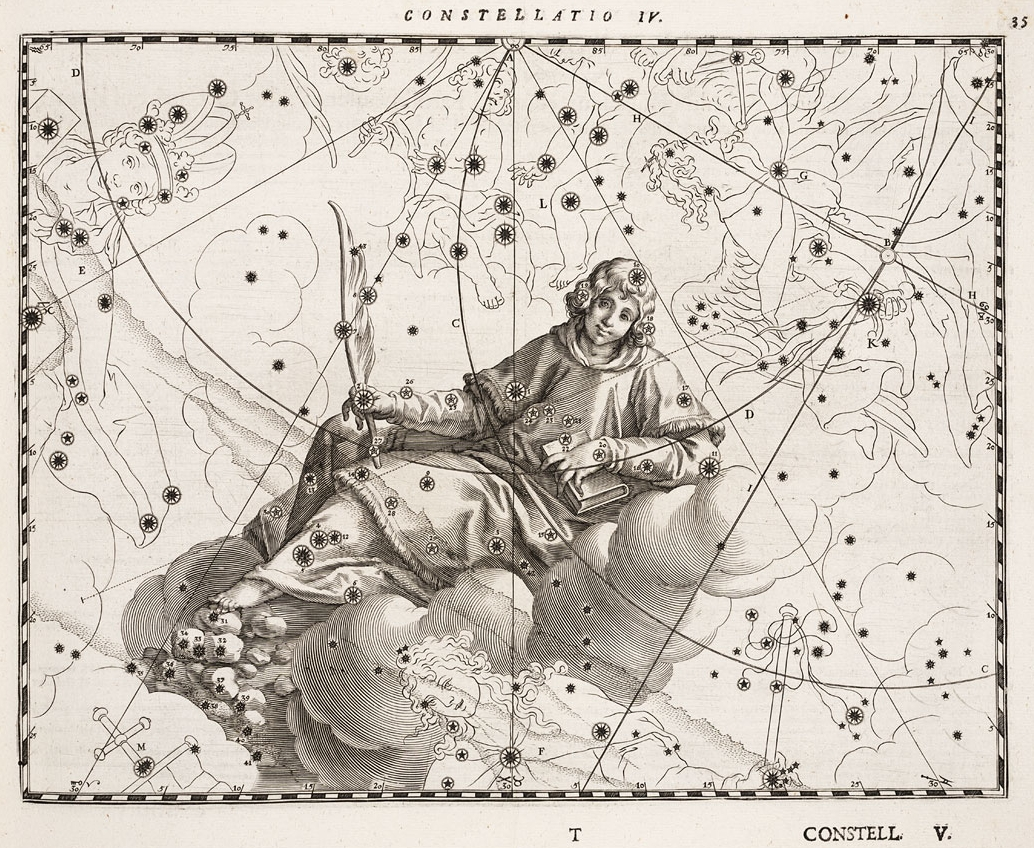
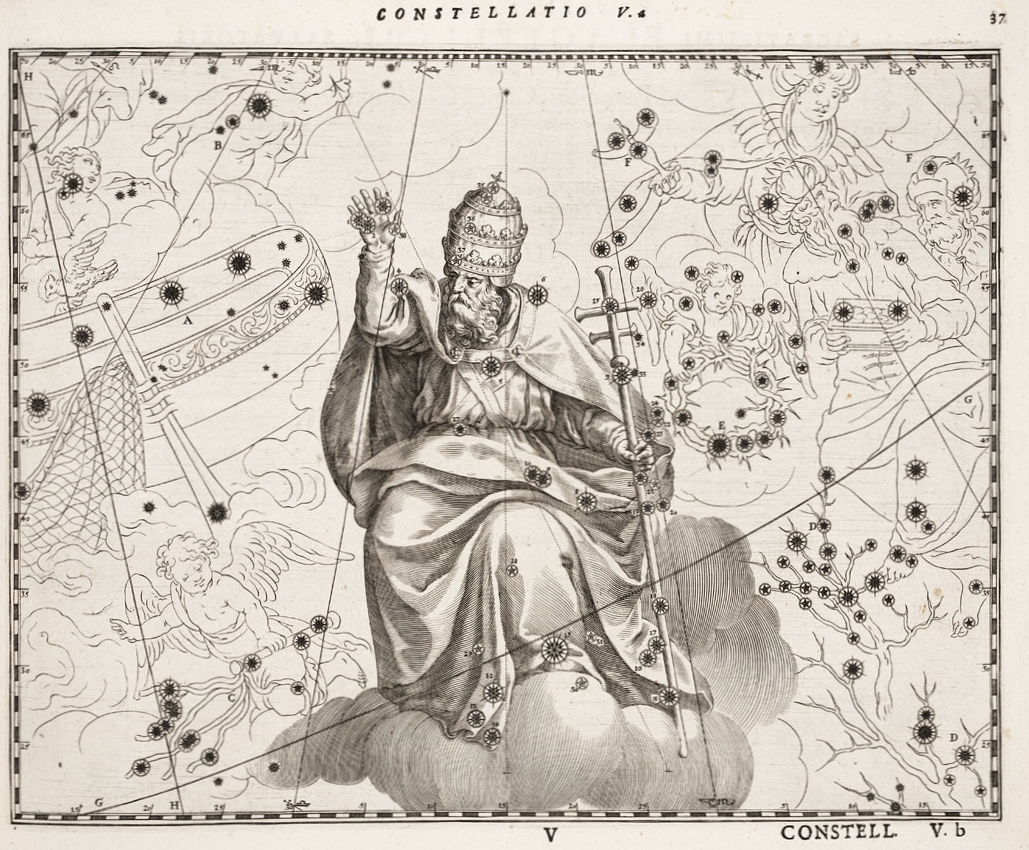
Saint Sylvestre remplace la constellation du Bouvier
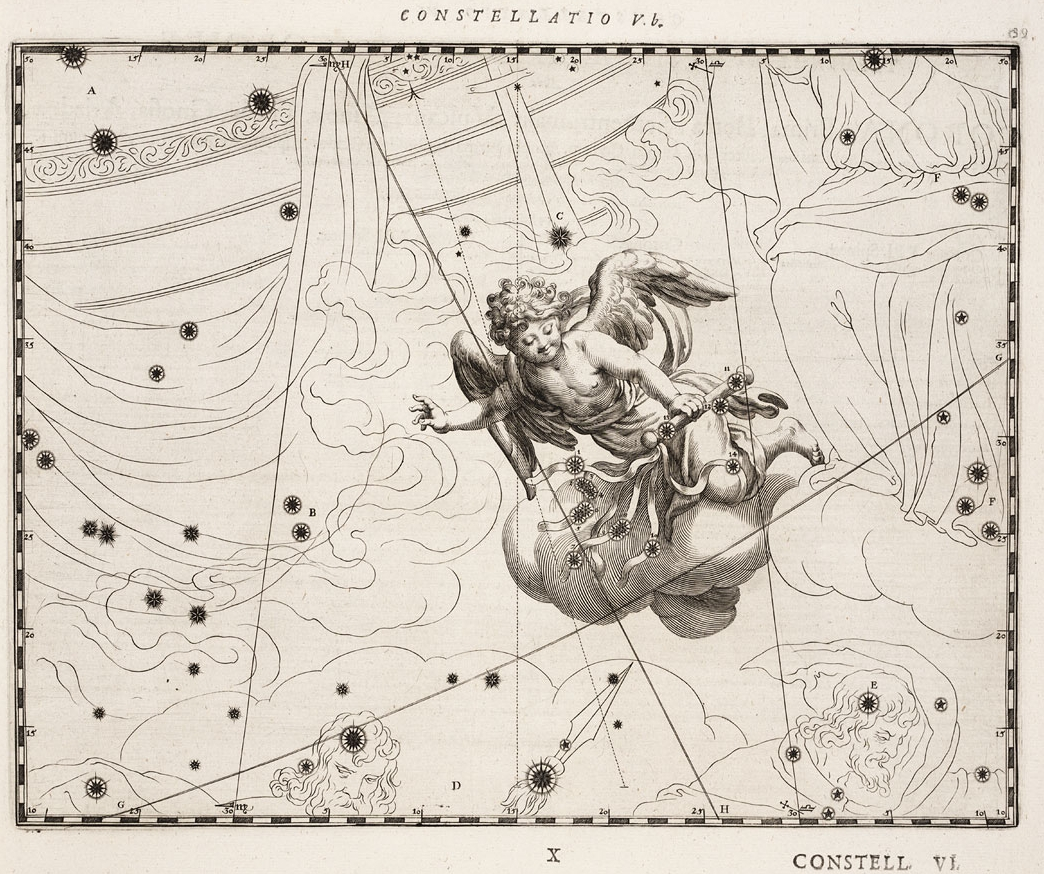
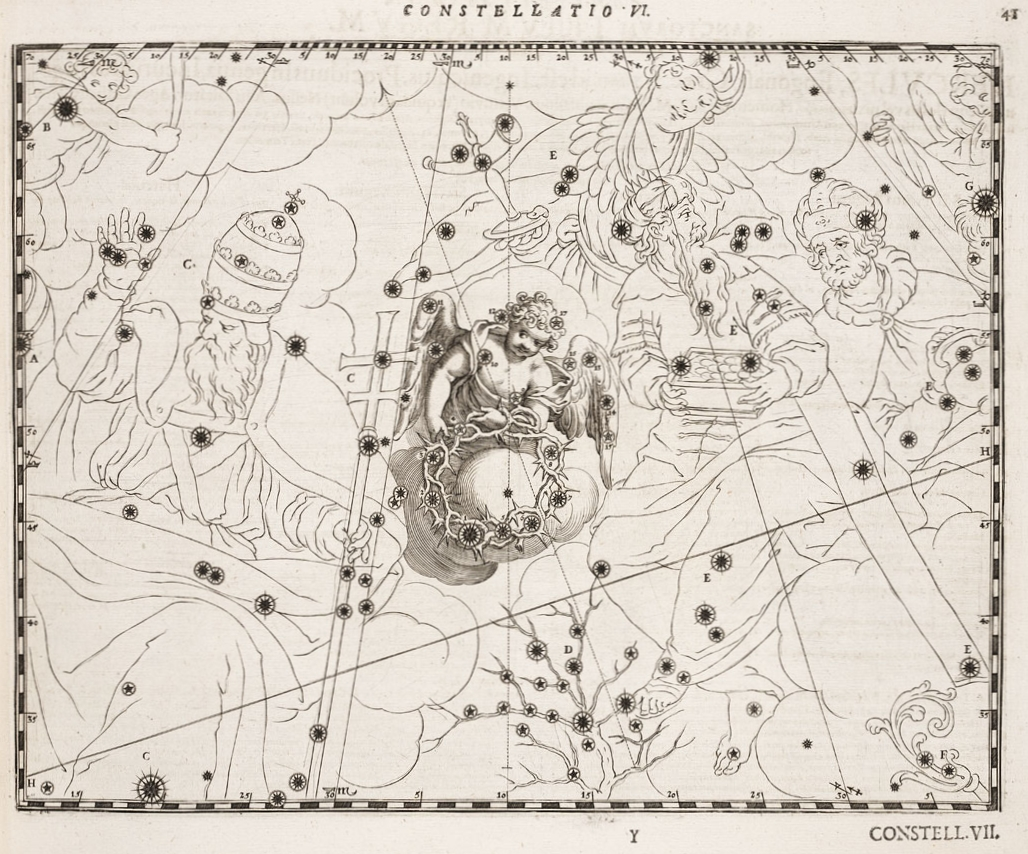
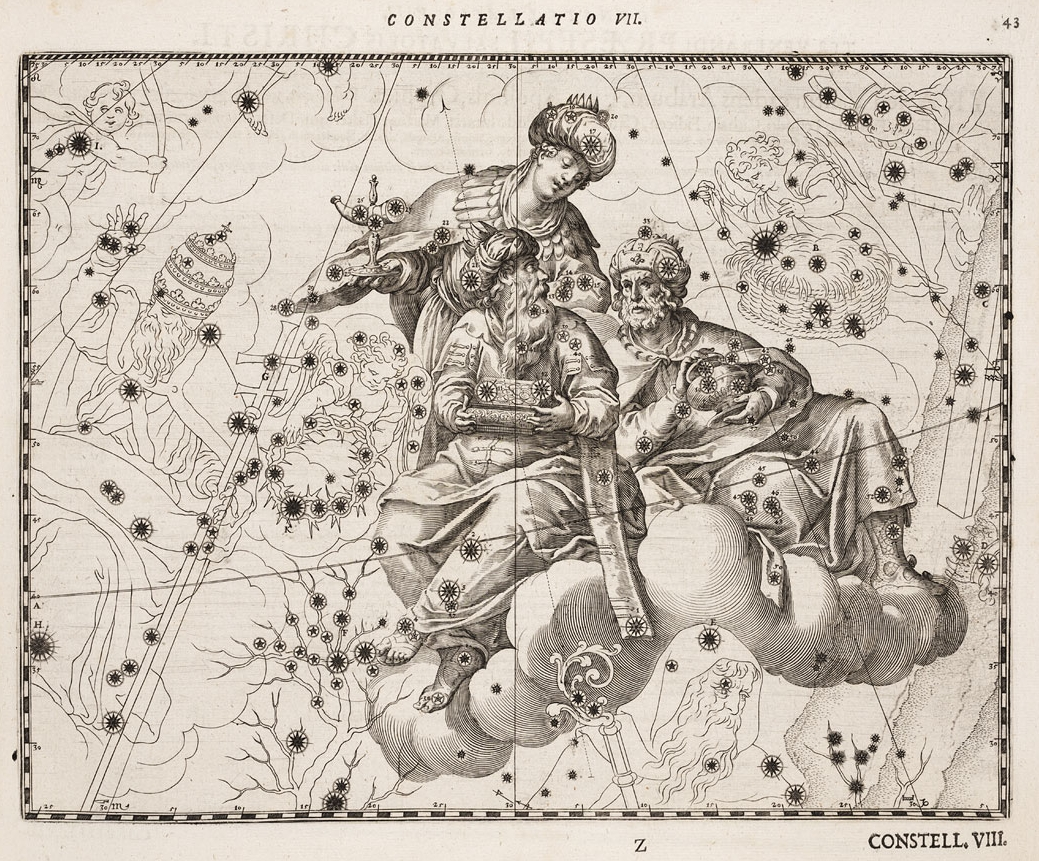
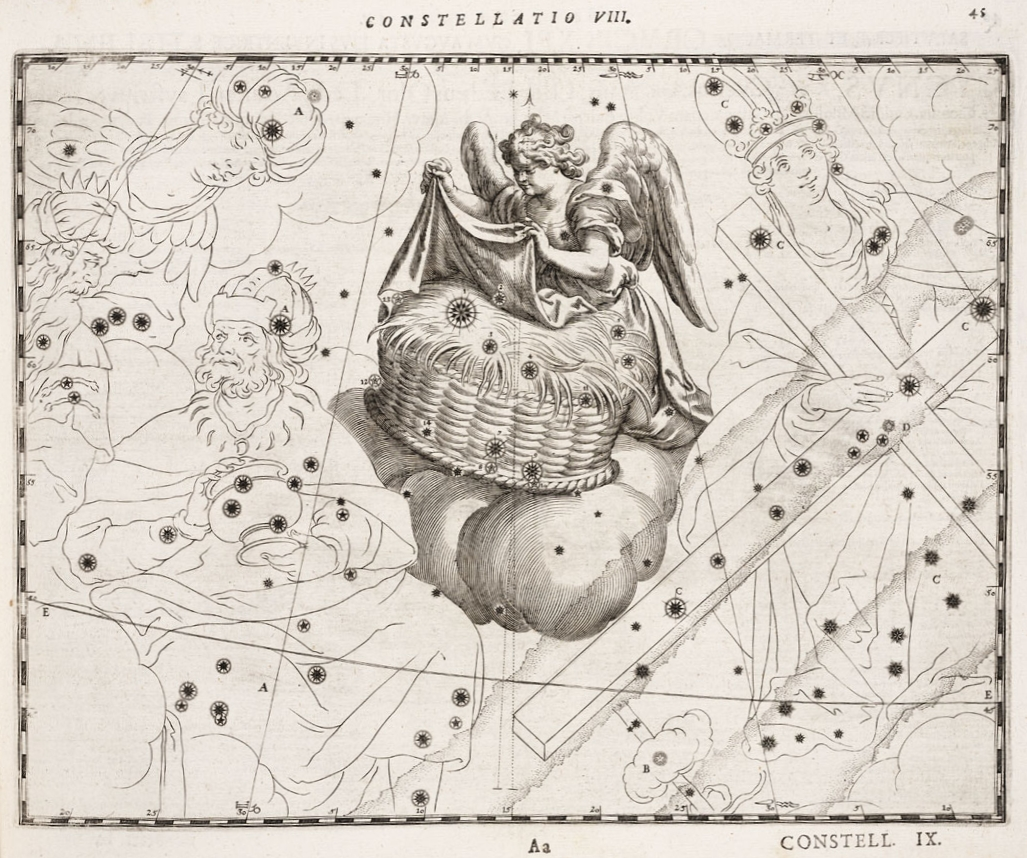
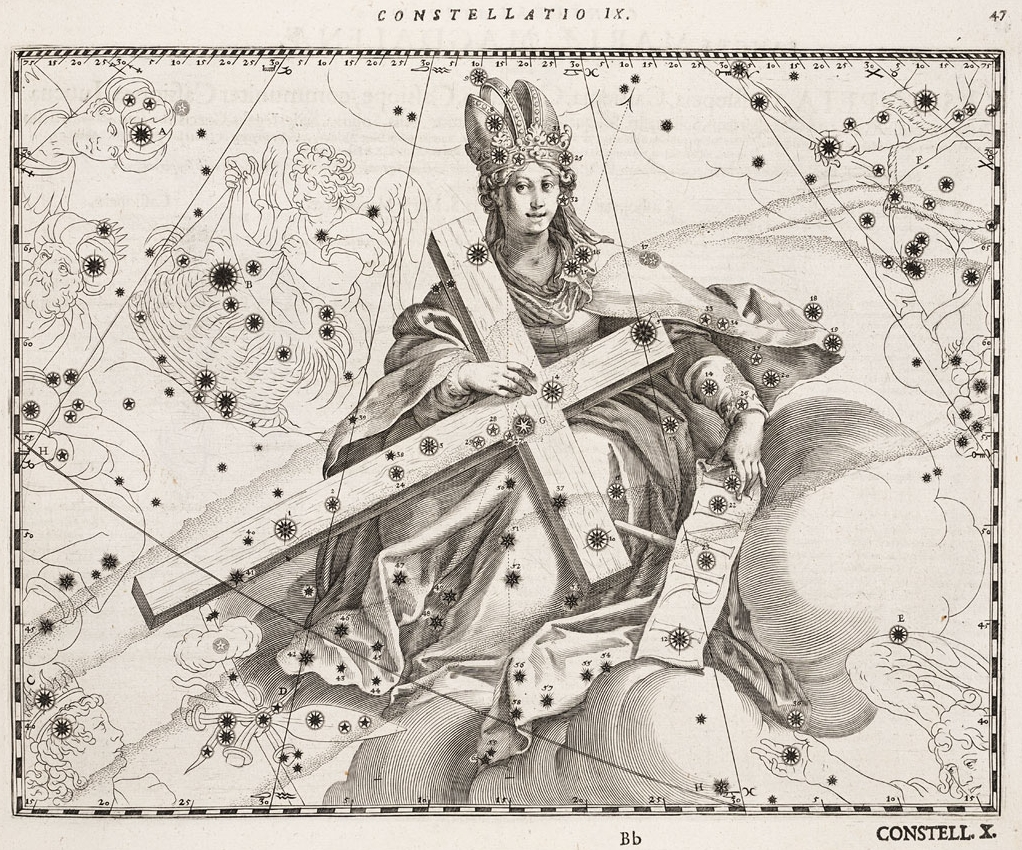
La constellation du Cygne comprenant la Croix du Nord, Schiller décide de la remplacer par Sainte Hélène, découvreuse de la croix où Jésus subit le martyre[5]. C'est aussi une référence à Hélène de Troie, née de Léda et de Zeus transformé en cygne[5].
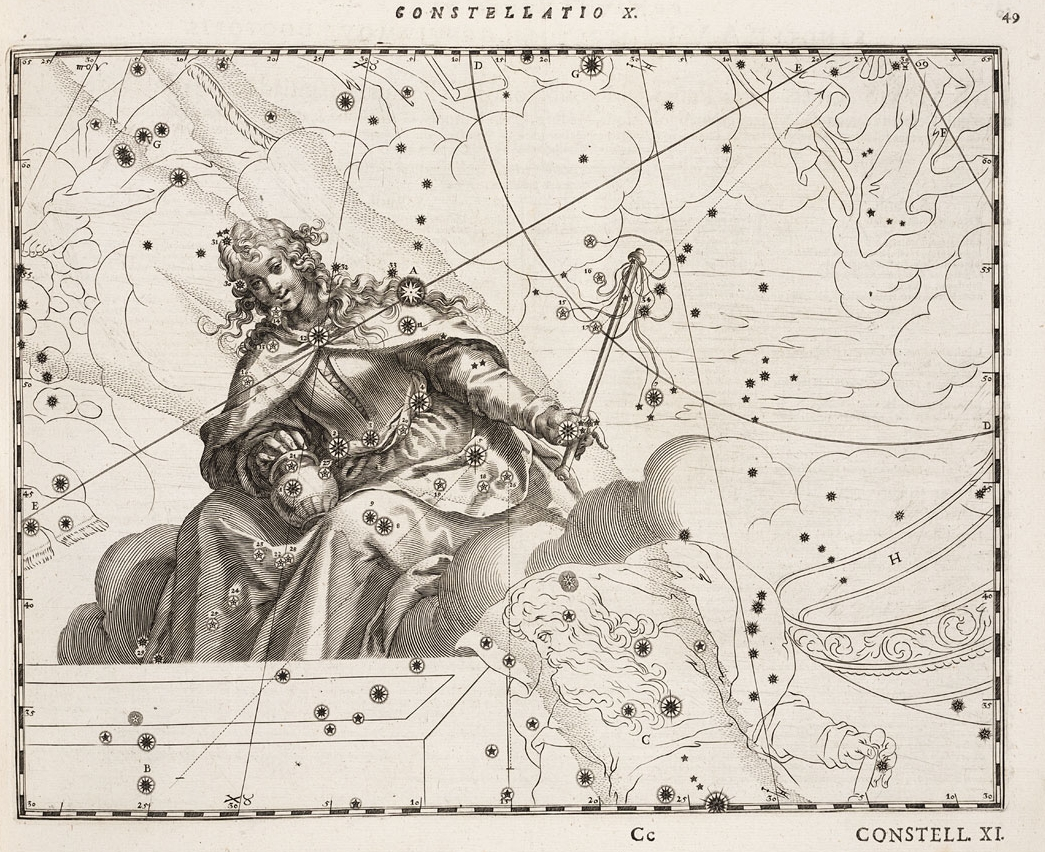
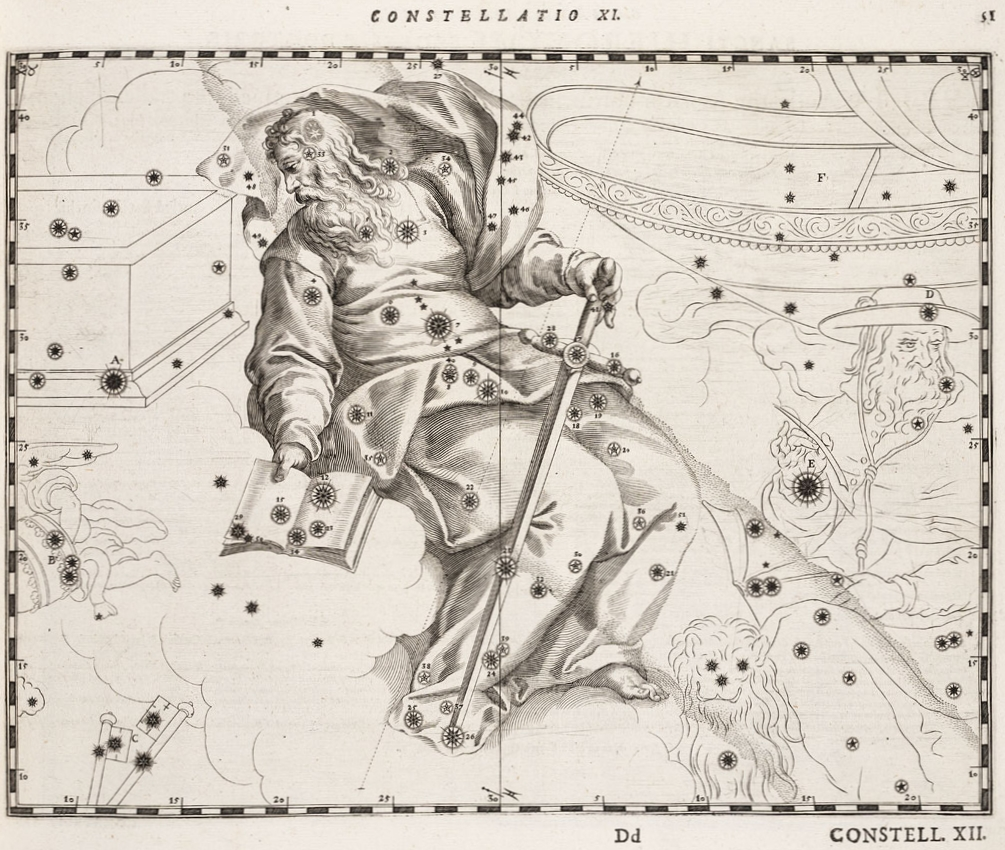
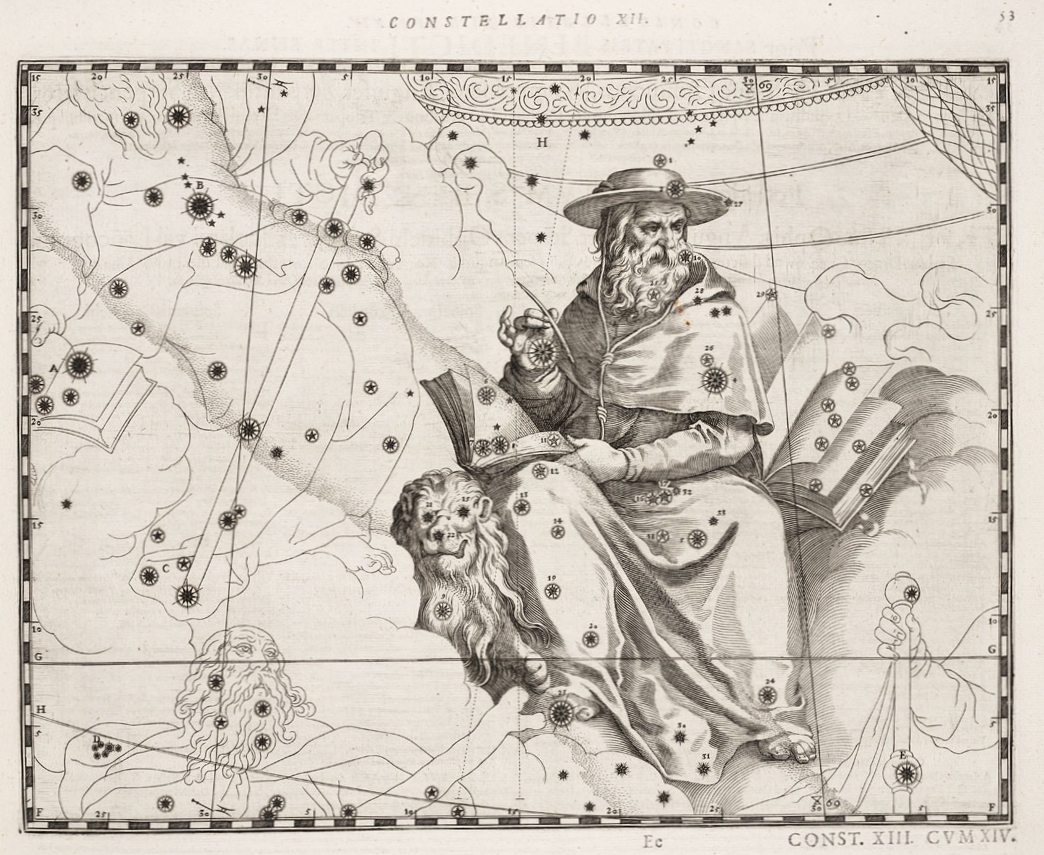
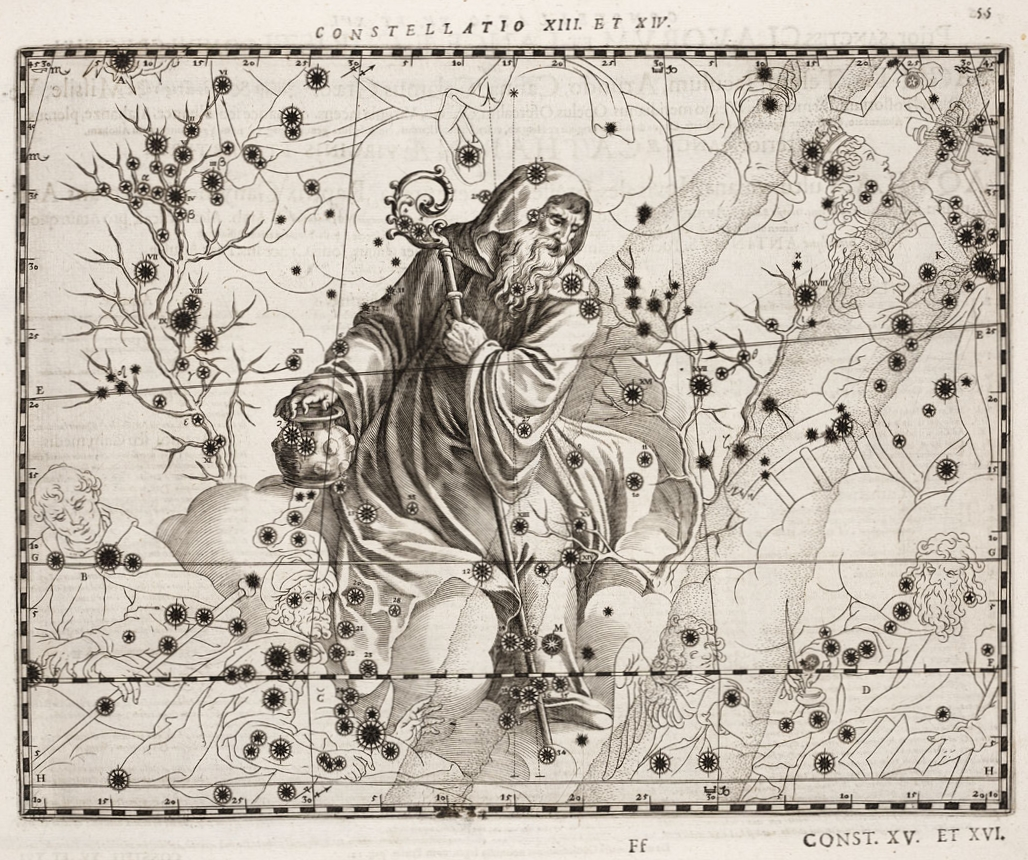
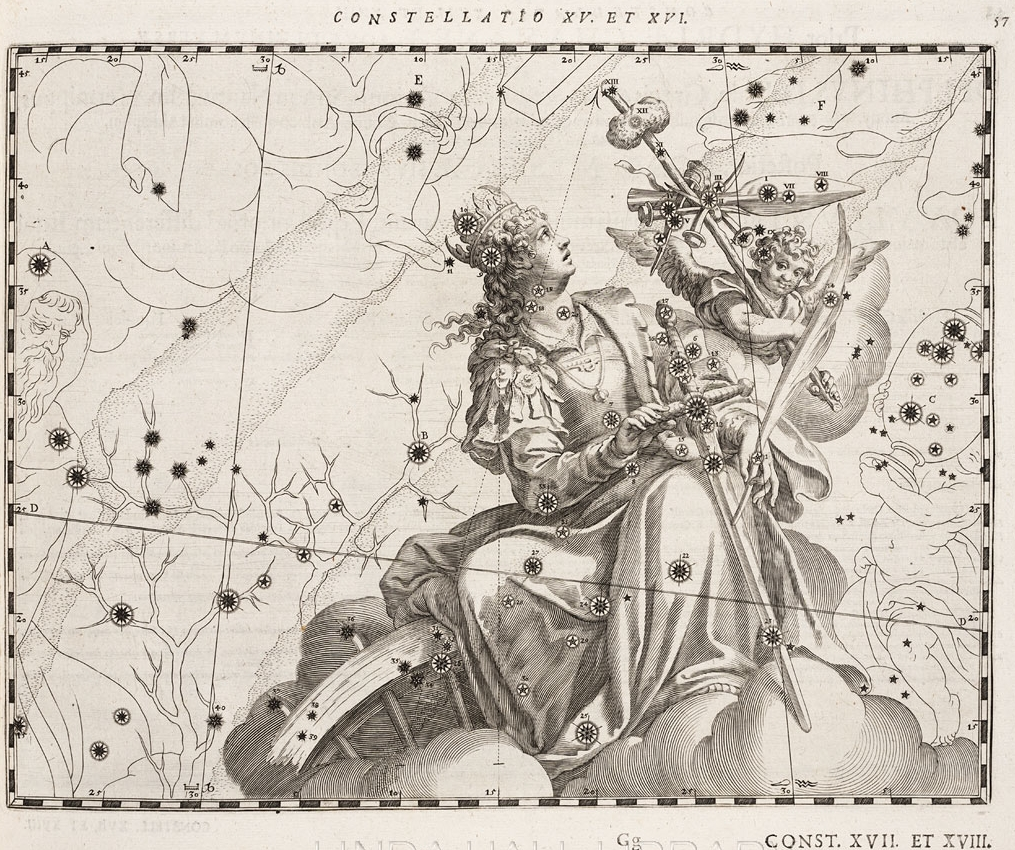
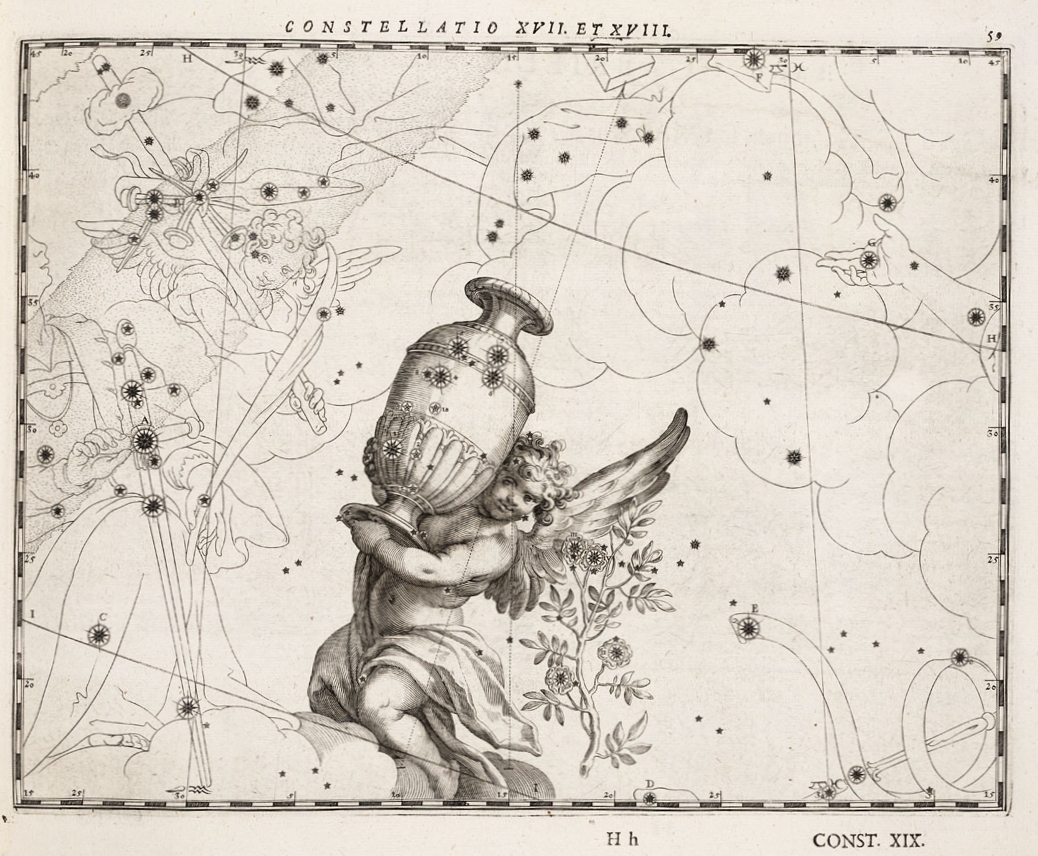
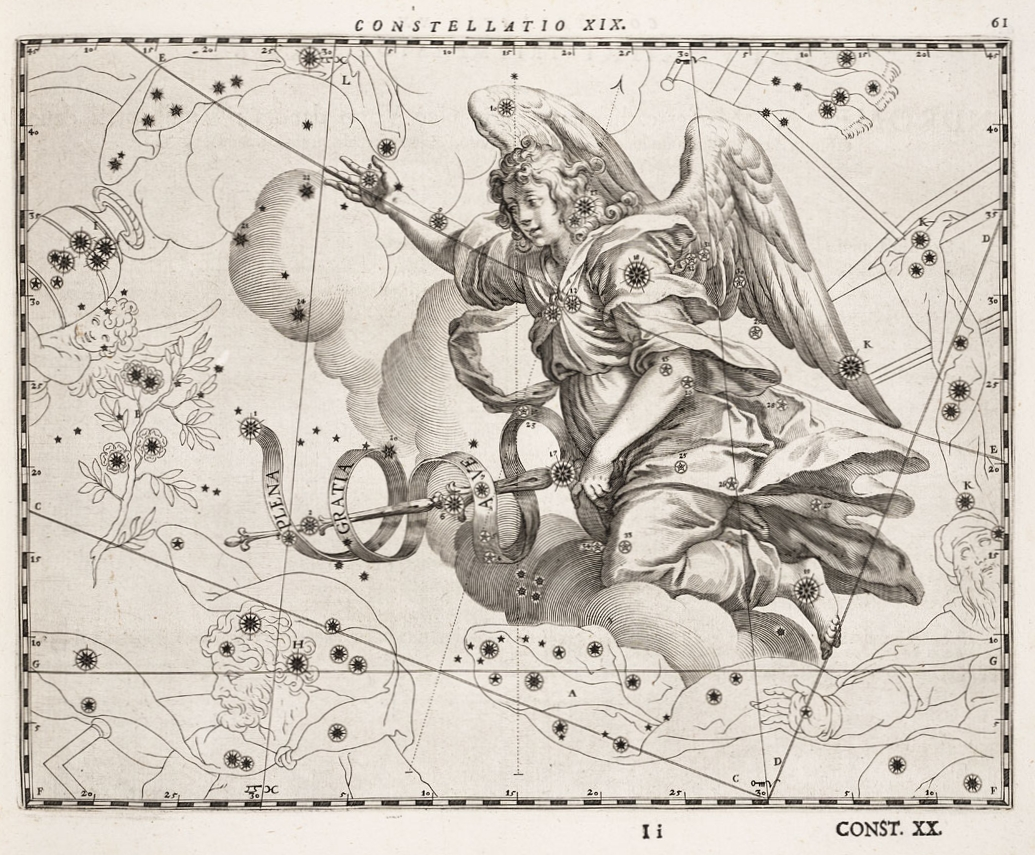
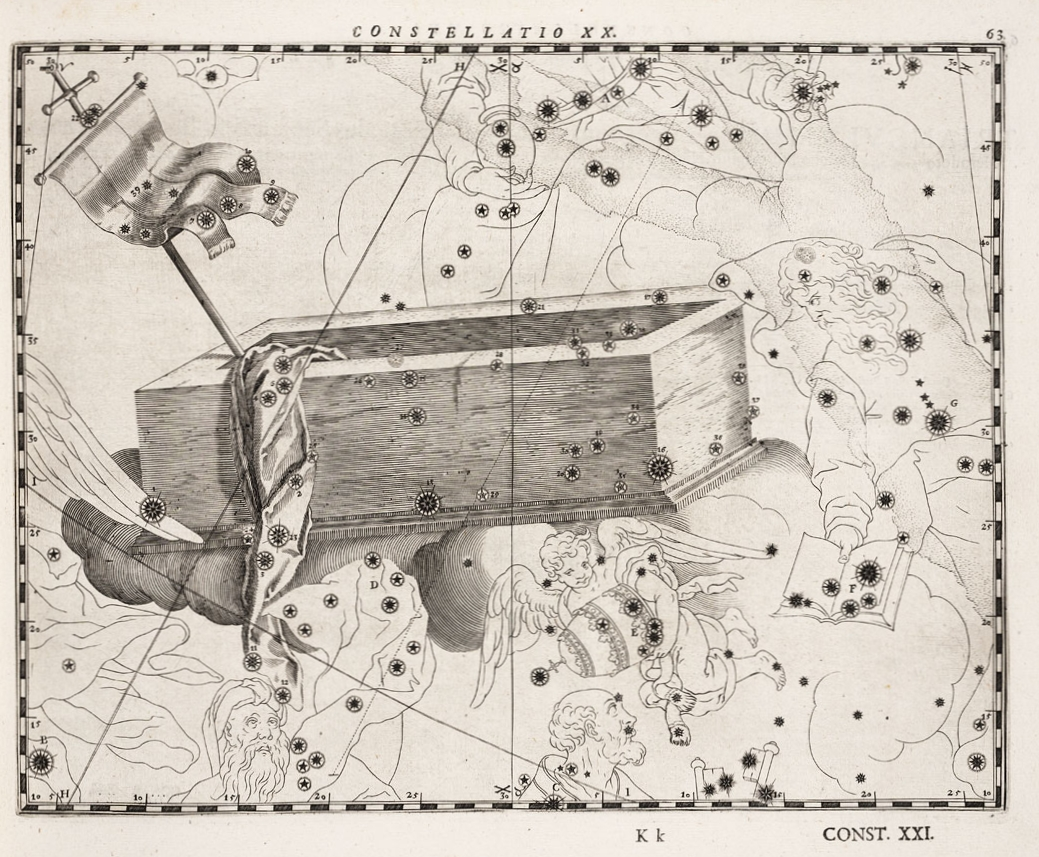
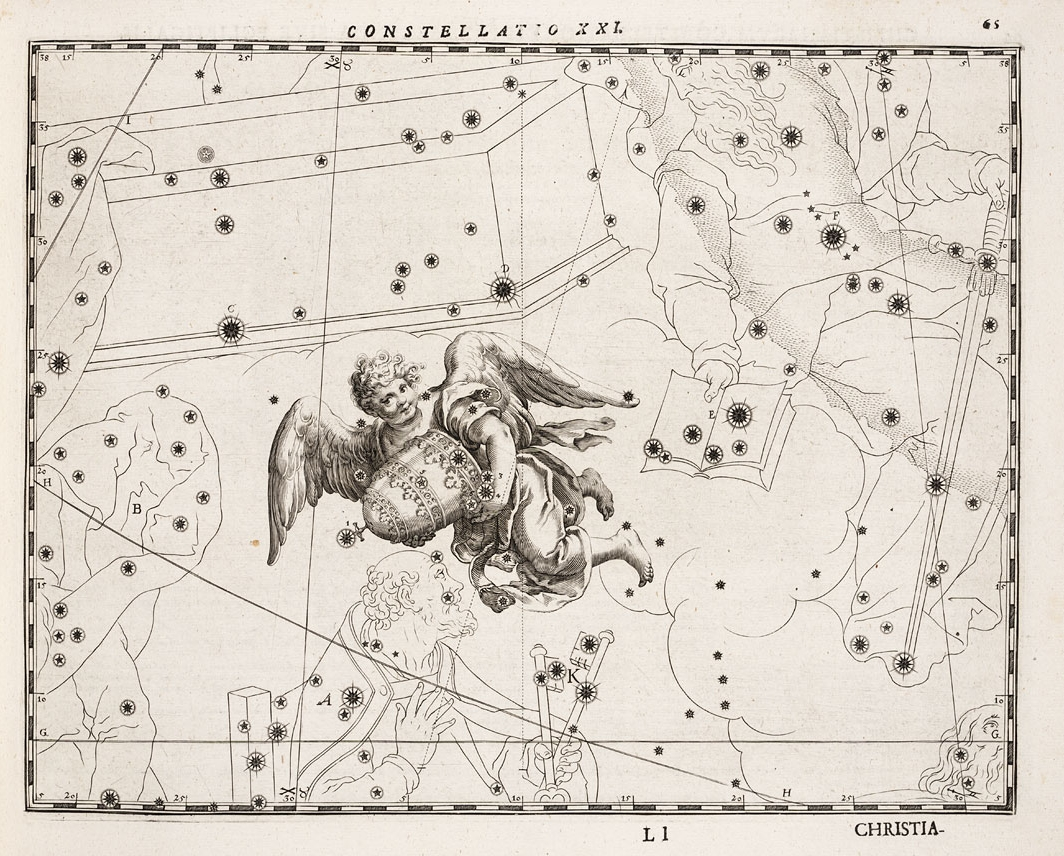
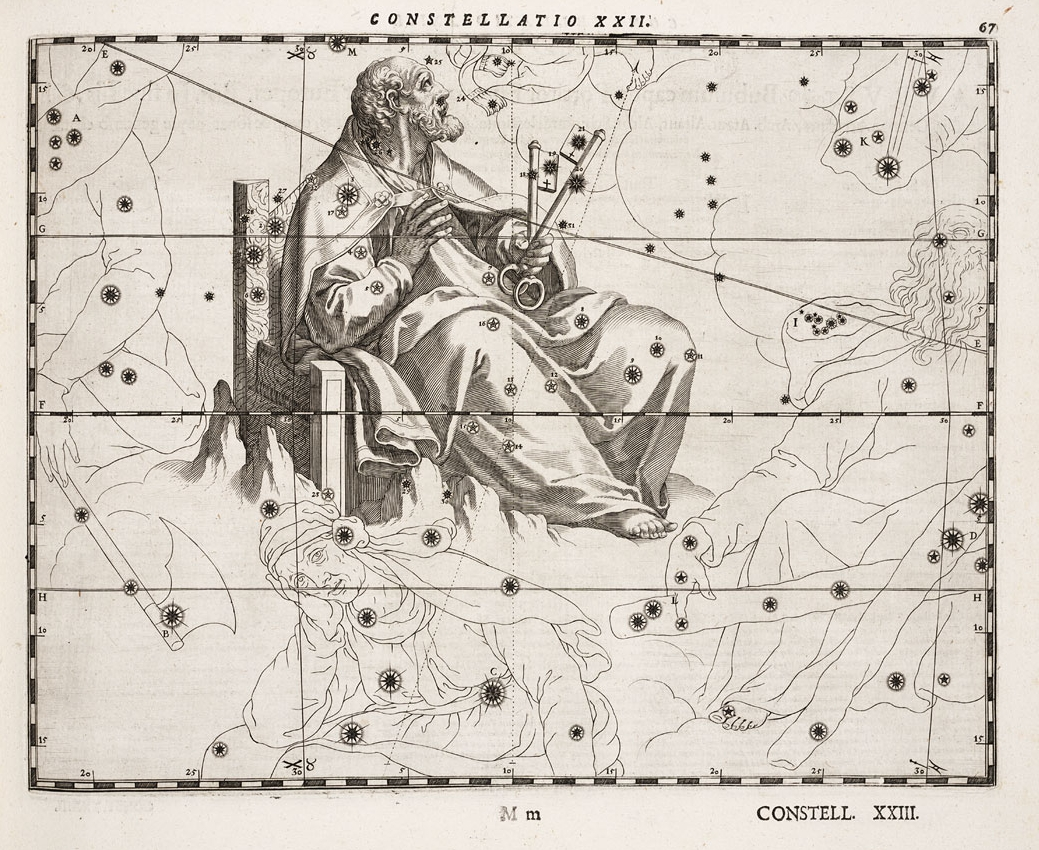
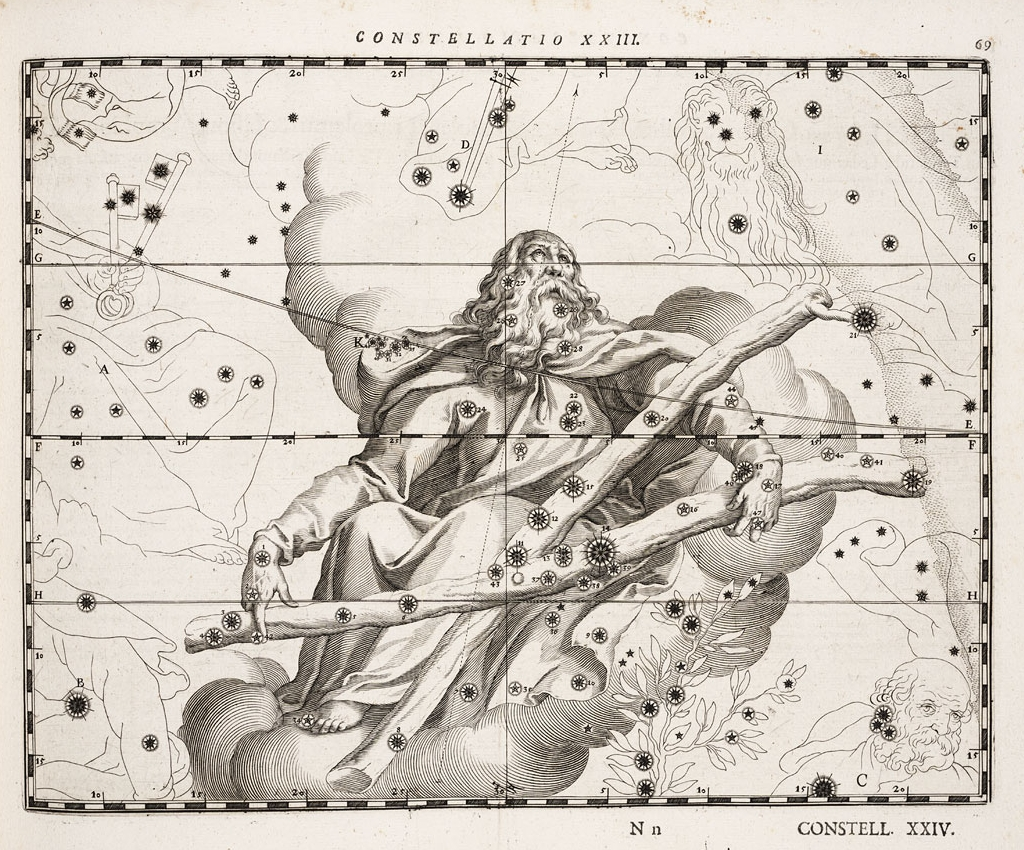
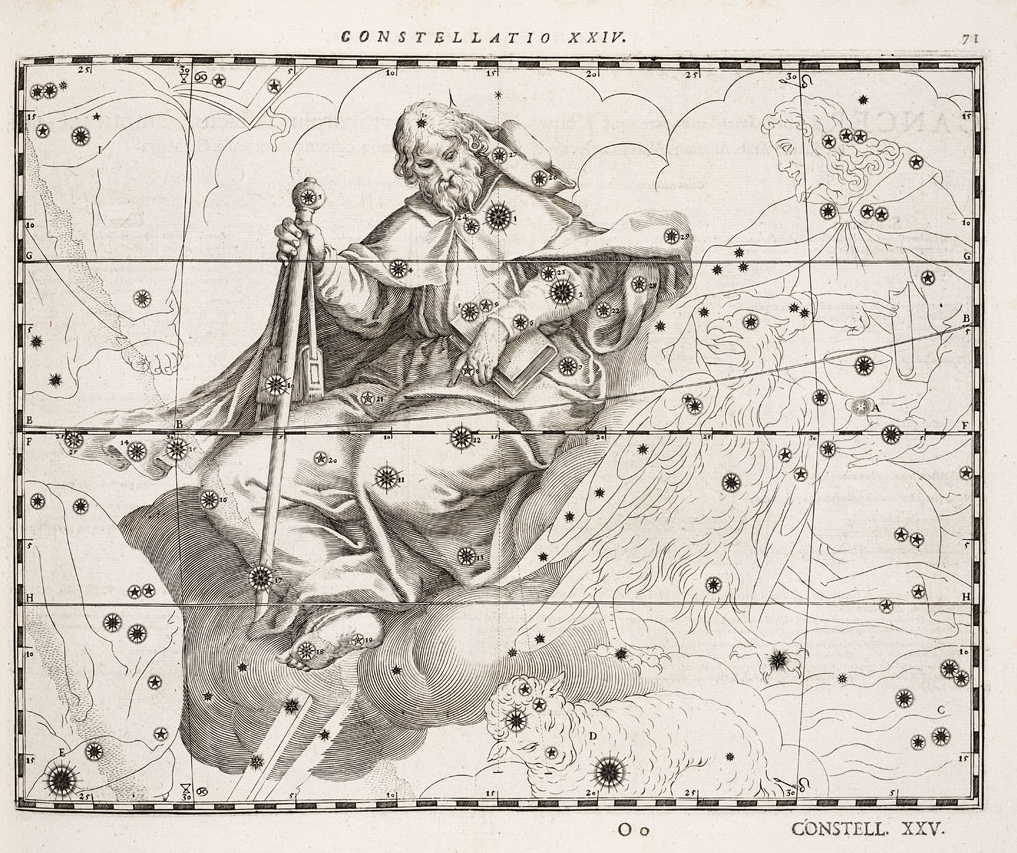
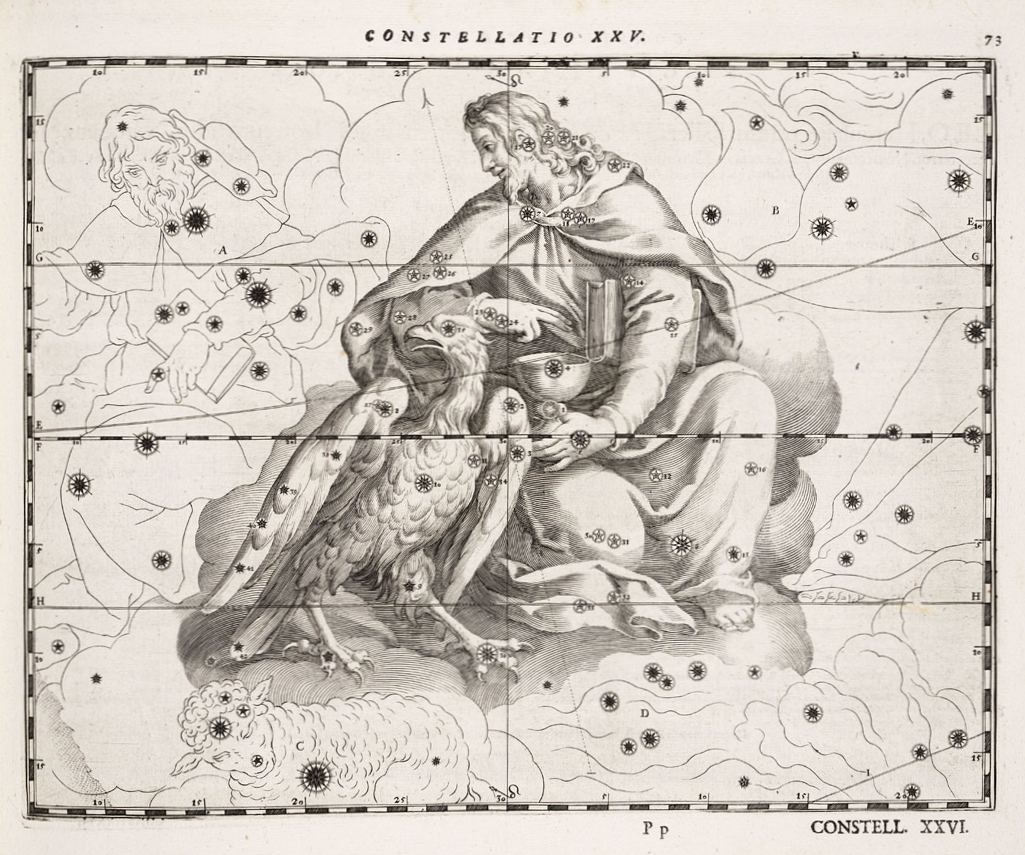
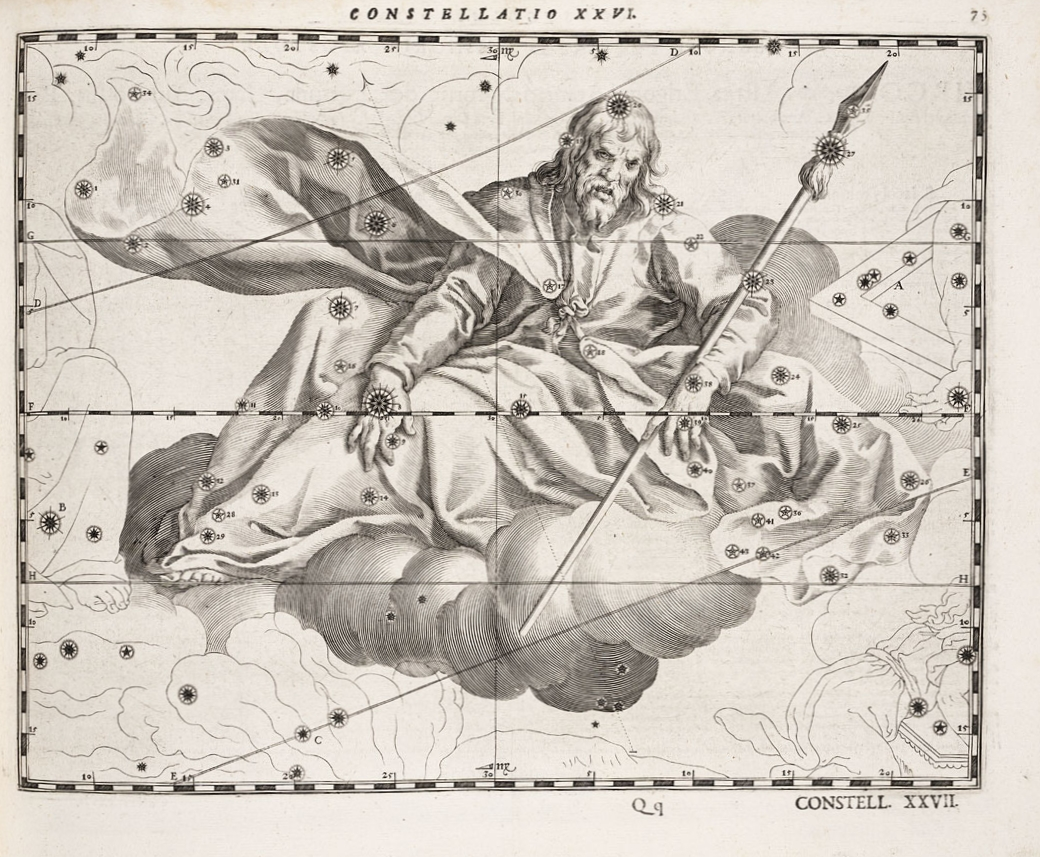
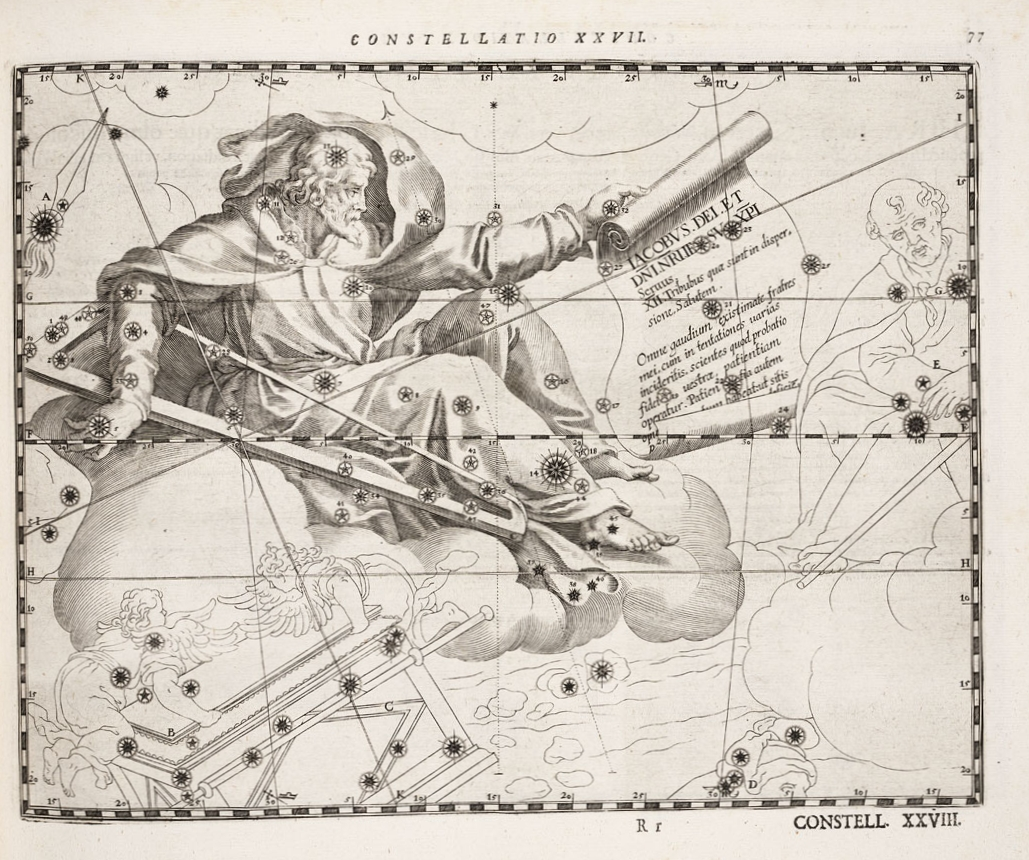
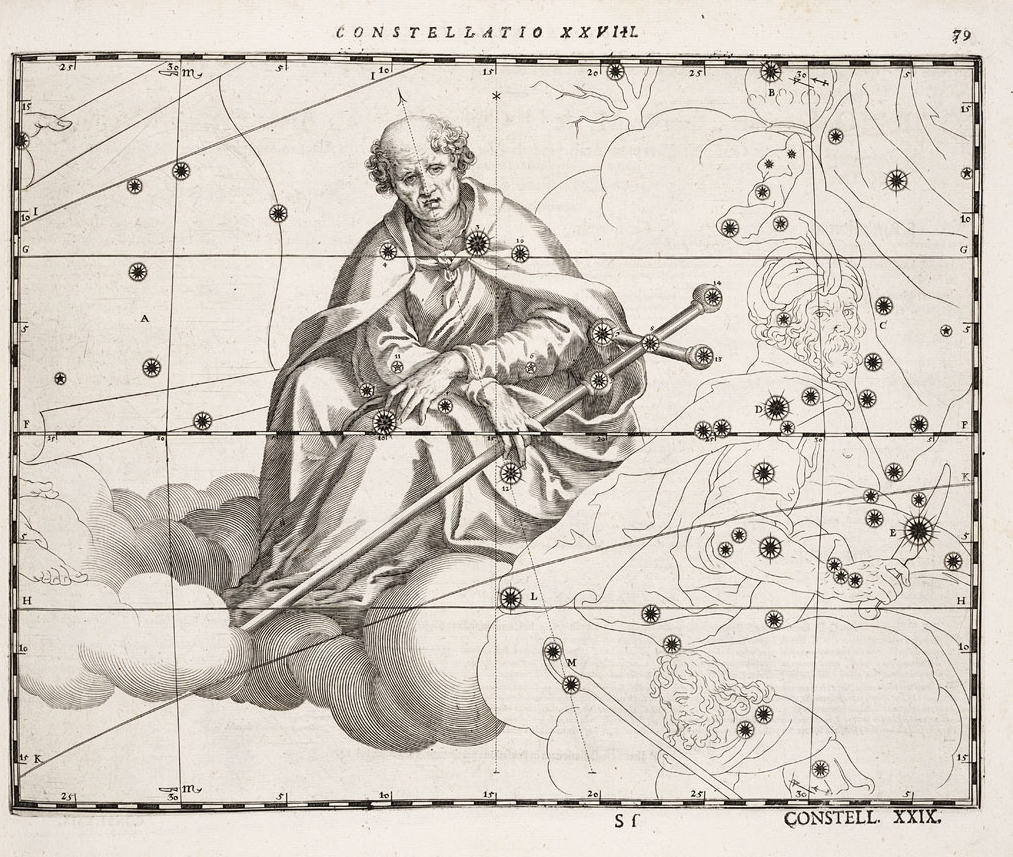
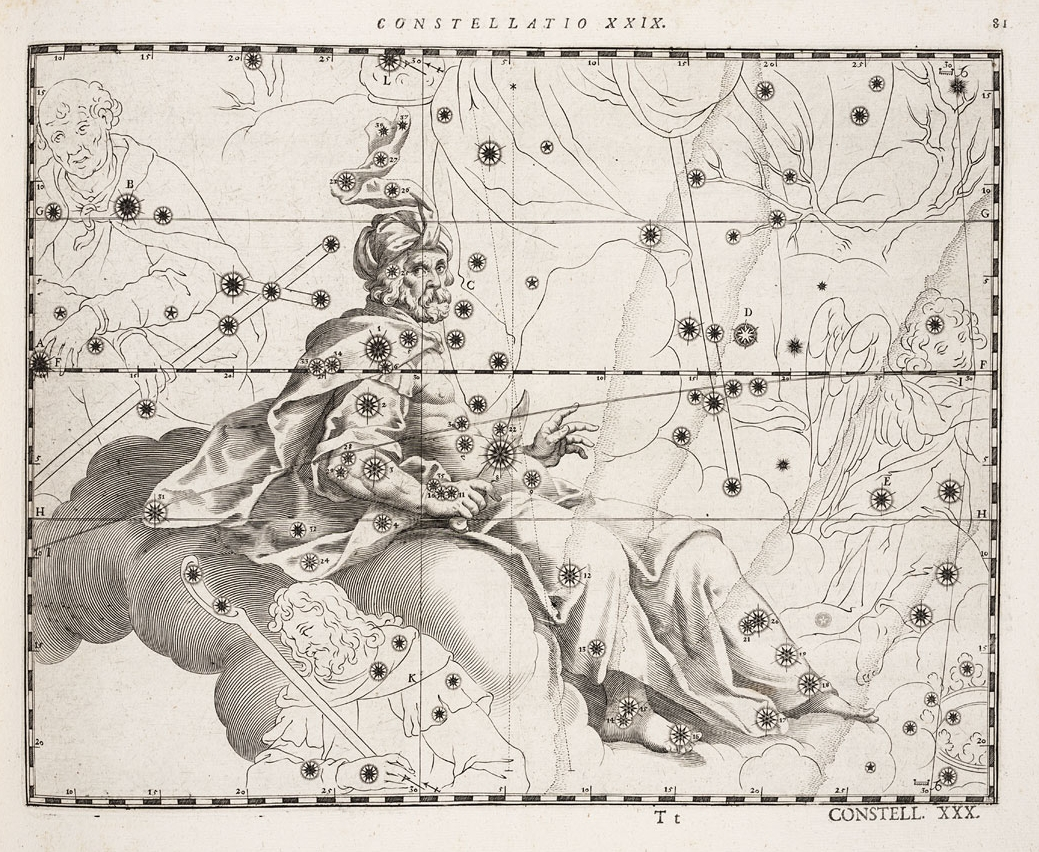
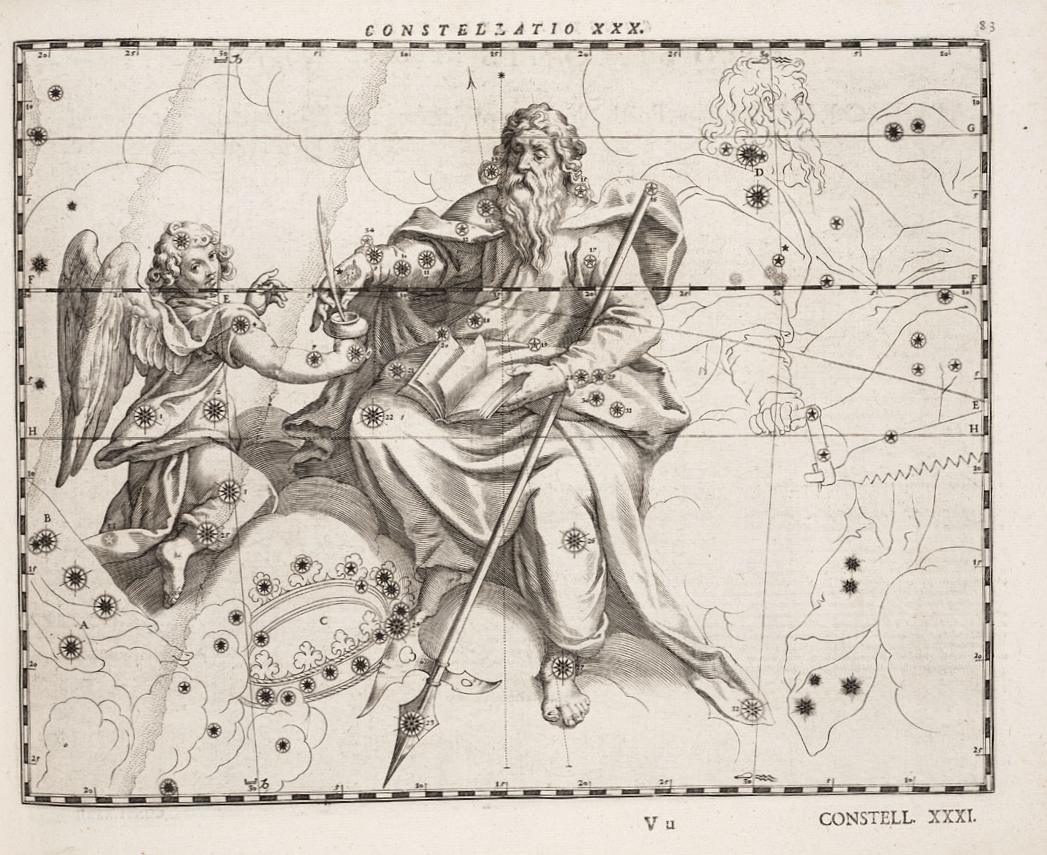
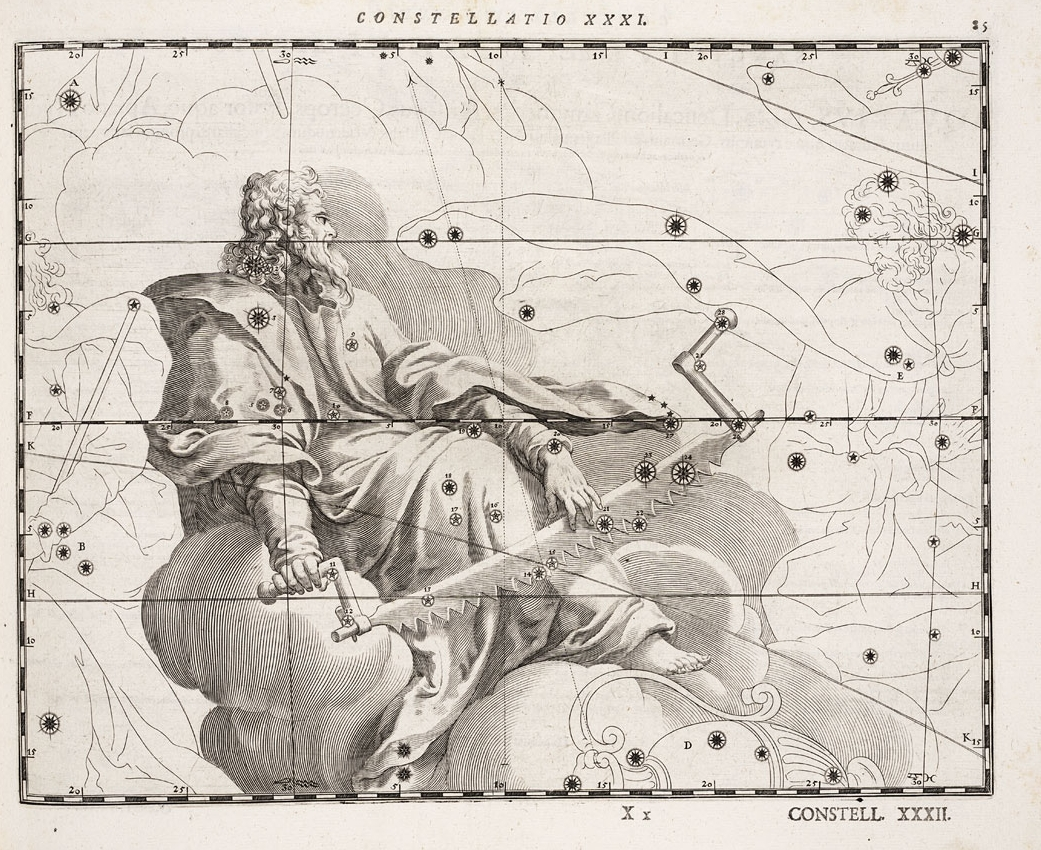
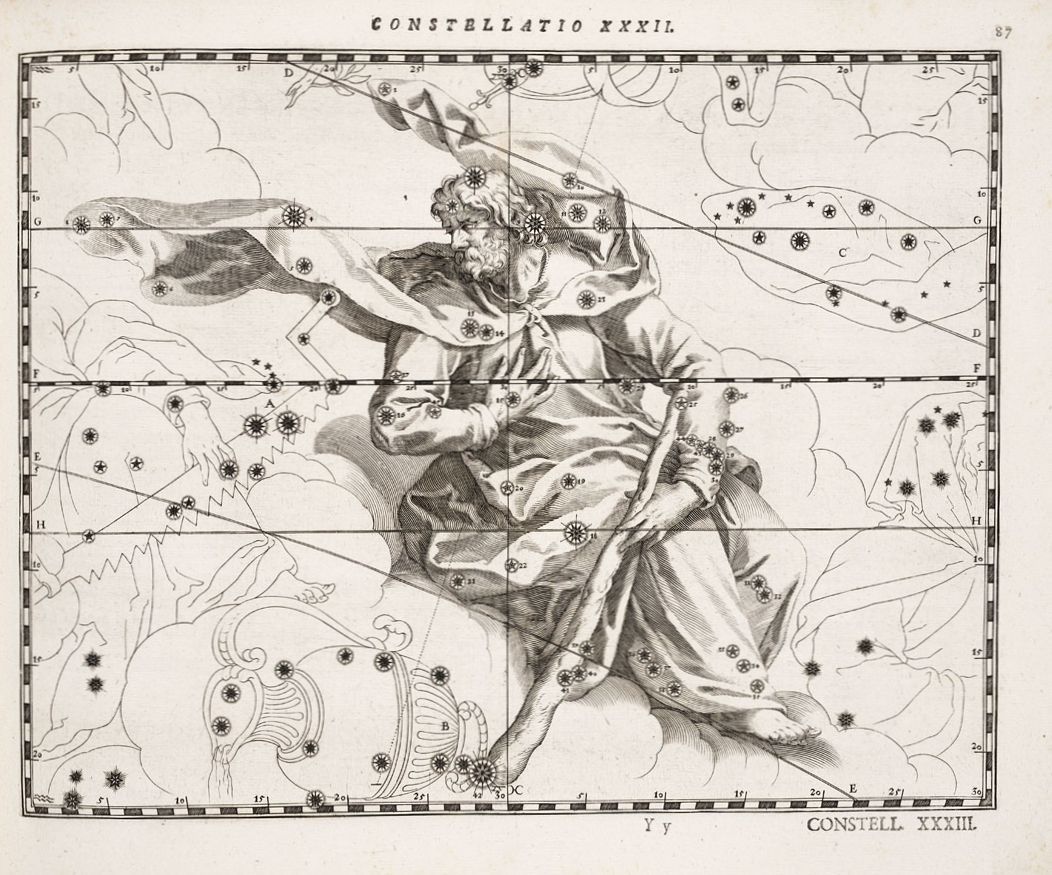
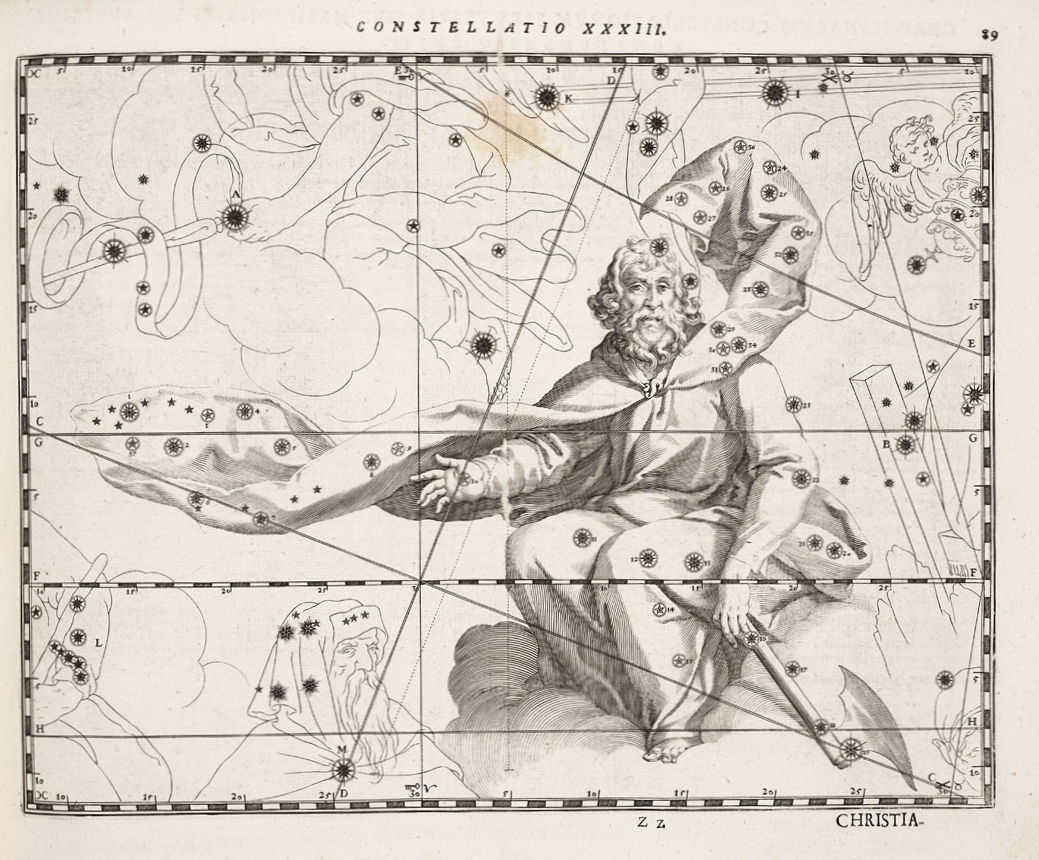
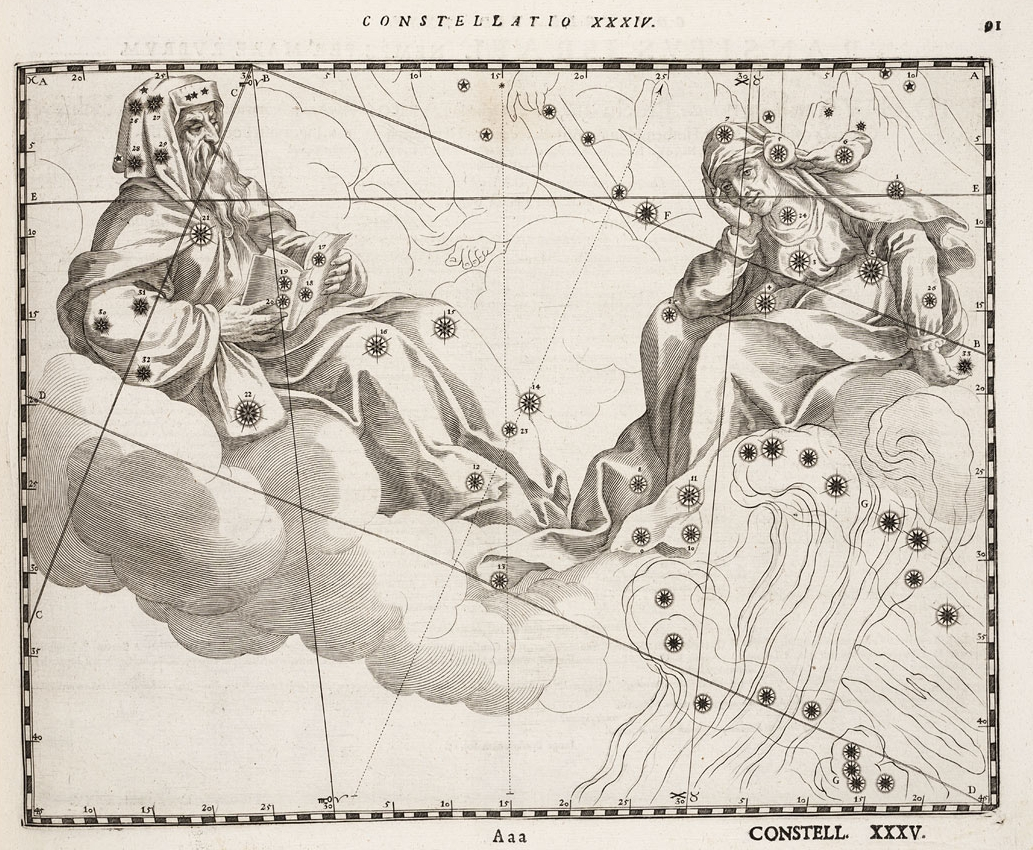
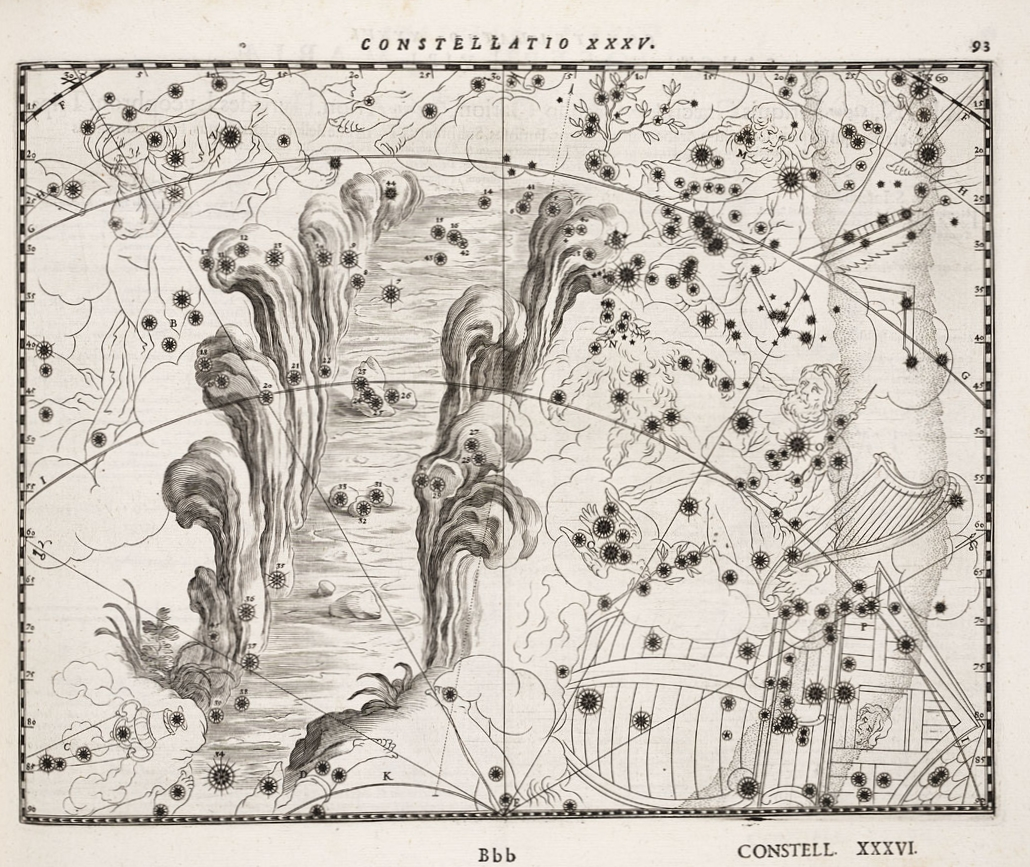
Schiller transforme la constellation de l'Éridan, nommée à partir du fleuve Éridan en mer Rouge, et place ainsi cette constellation sous le signe de Moïse
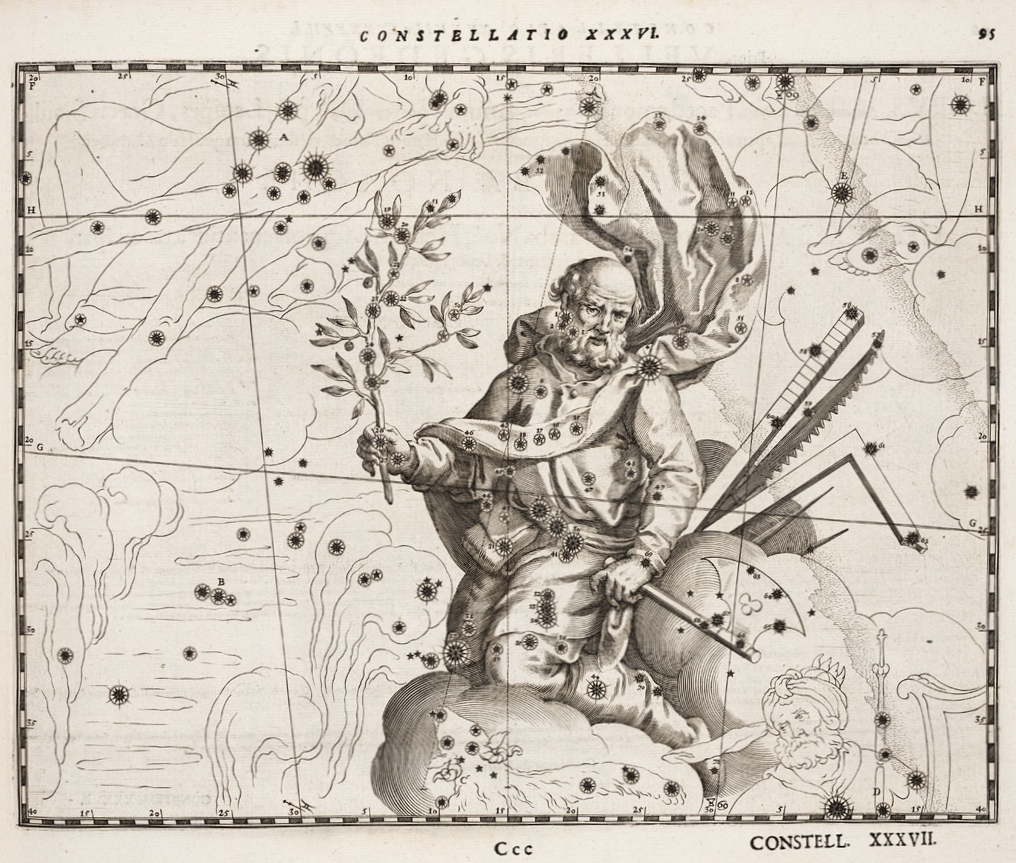
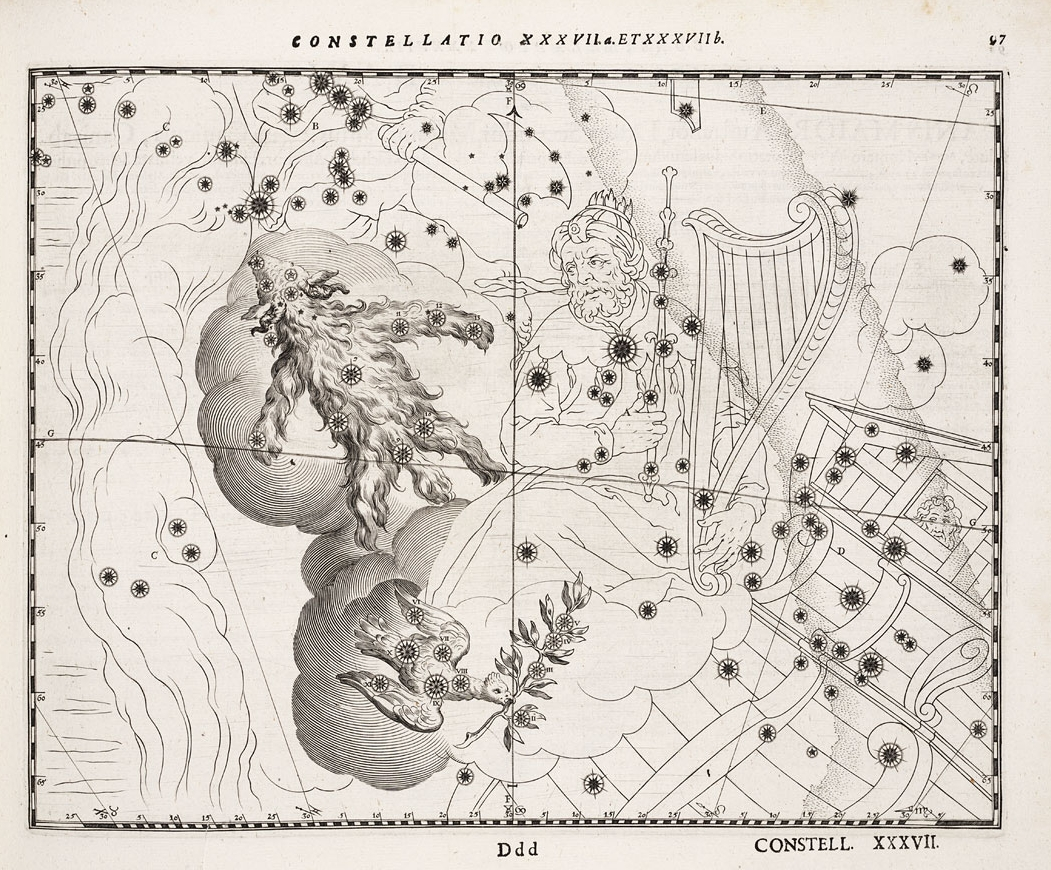
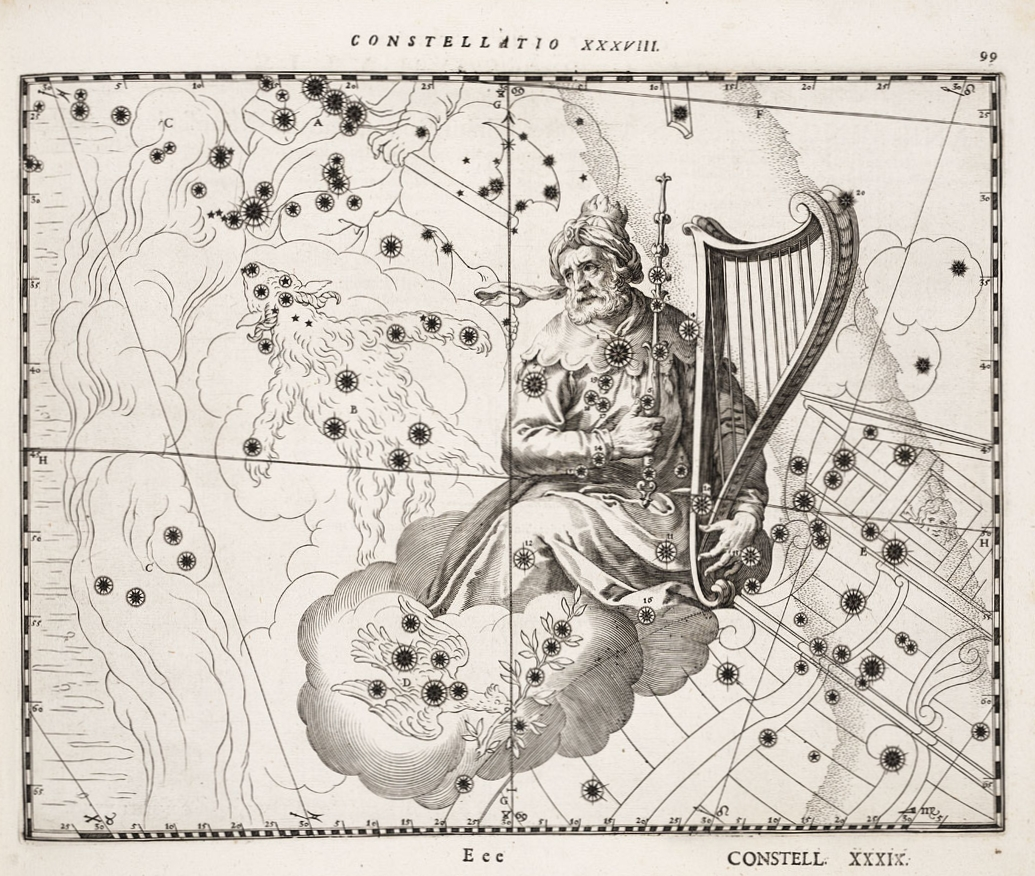
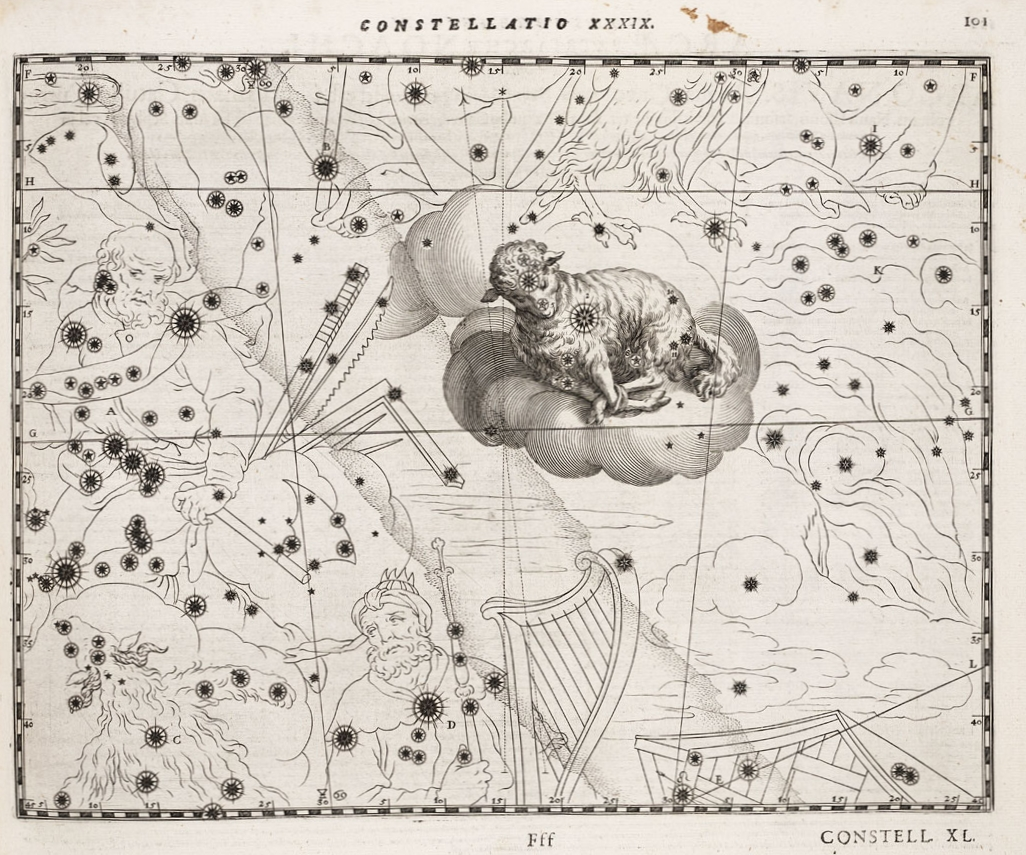
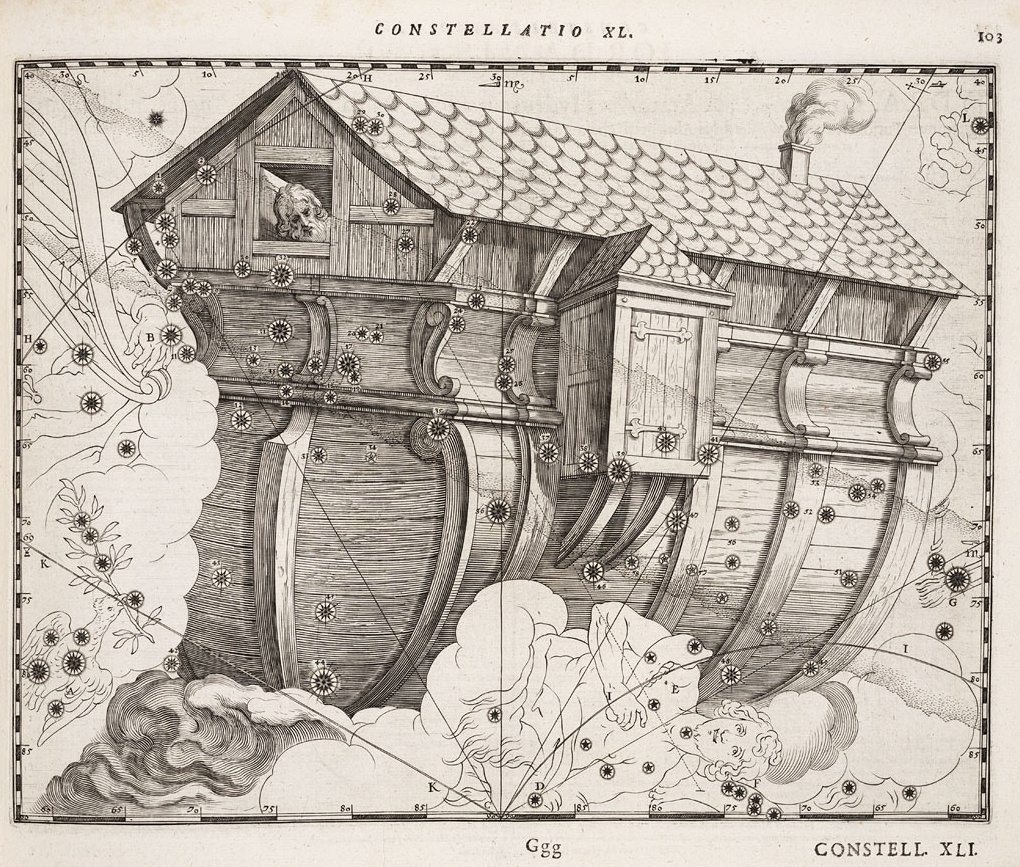
La constellation du navire Argo, nommée en référence à l'Argo, devient l'arche de Noé[7]. La constellation de la Colombe, aussi visible, porte un rameau d'olivier, autre référence au mythe de Noé[7].
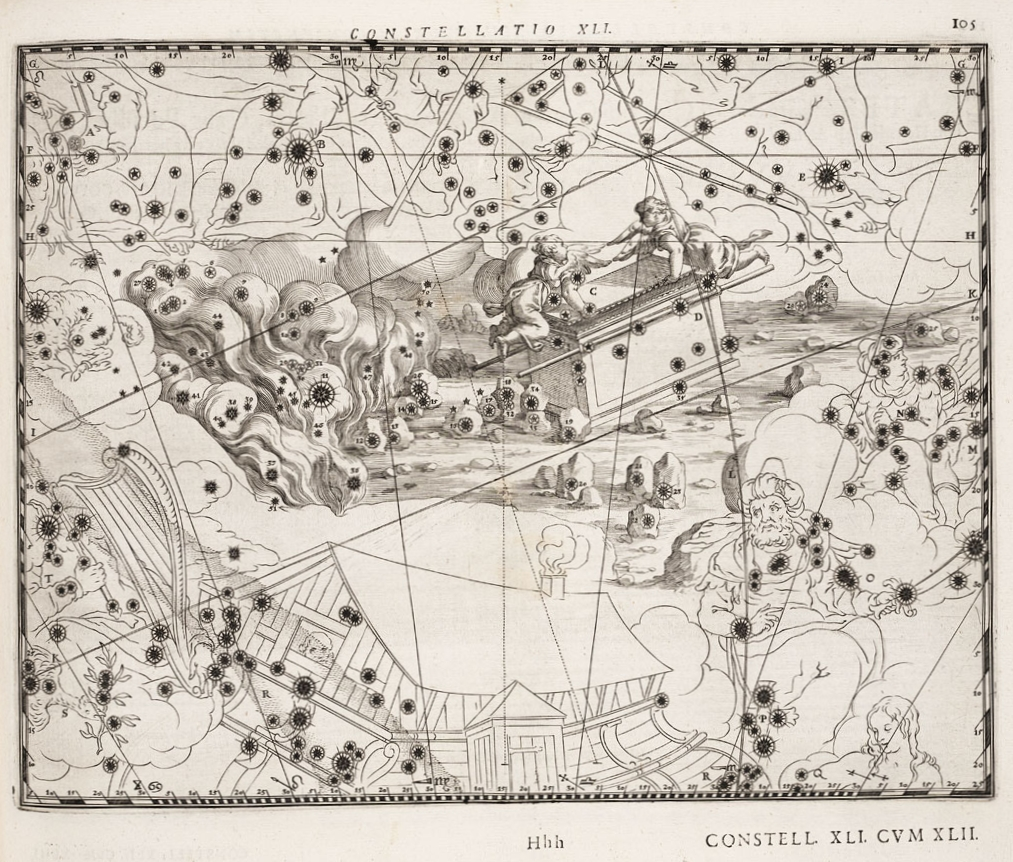
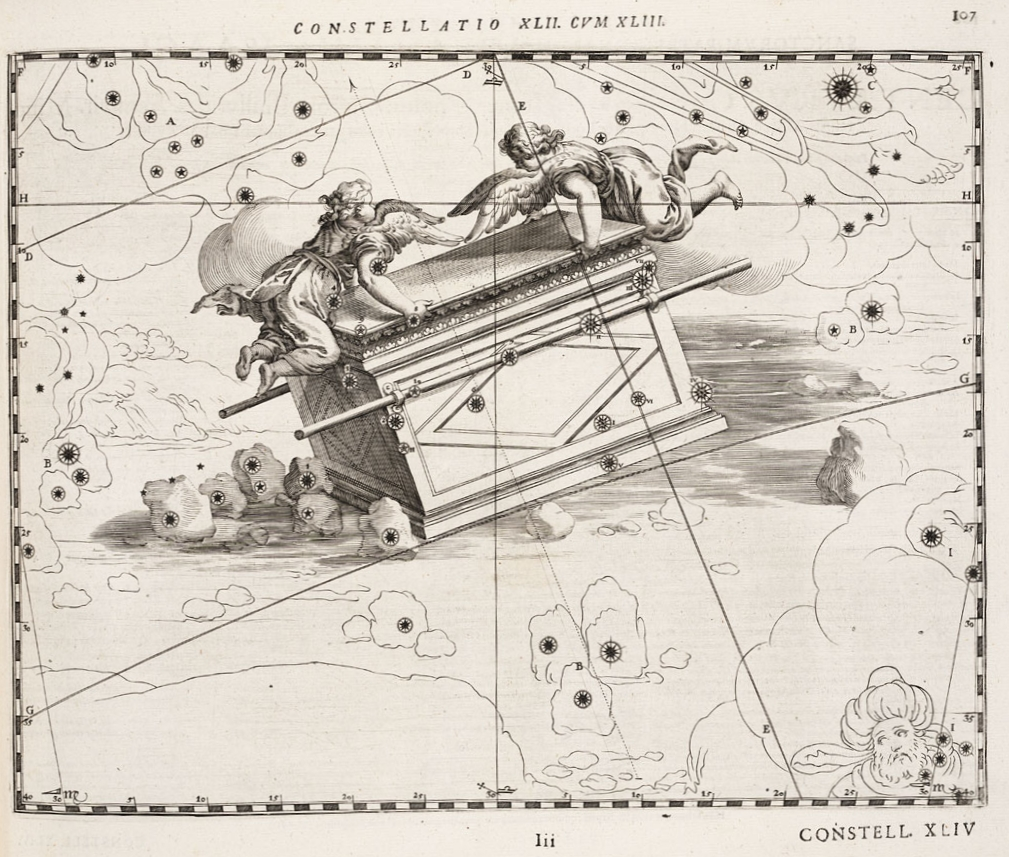
Schiller crée une nouvelle constellation en référence à l'arche d'alliance en réunissant la constellation du Corbeau et la constellation de la Coupe[8].
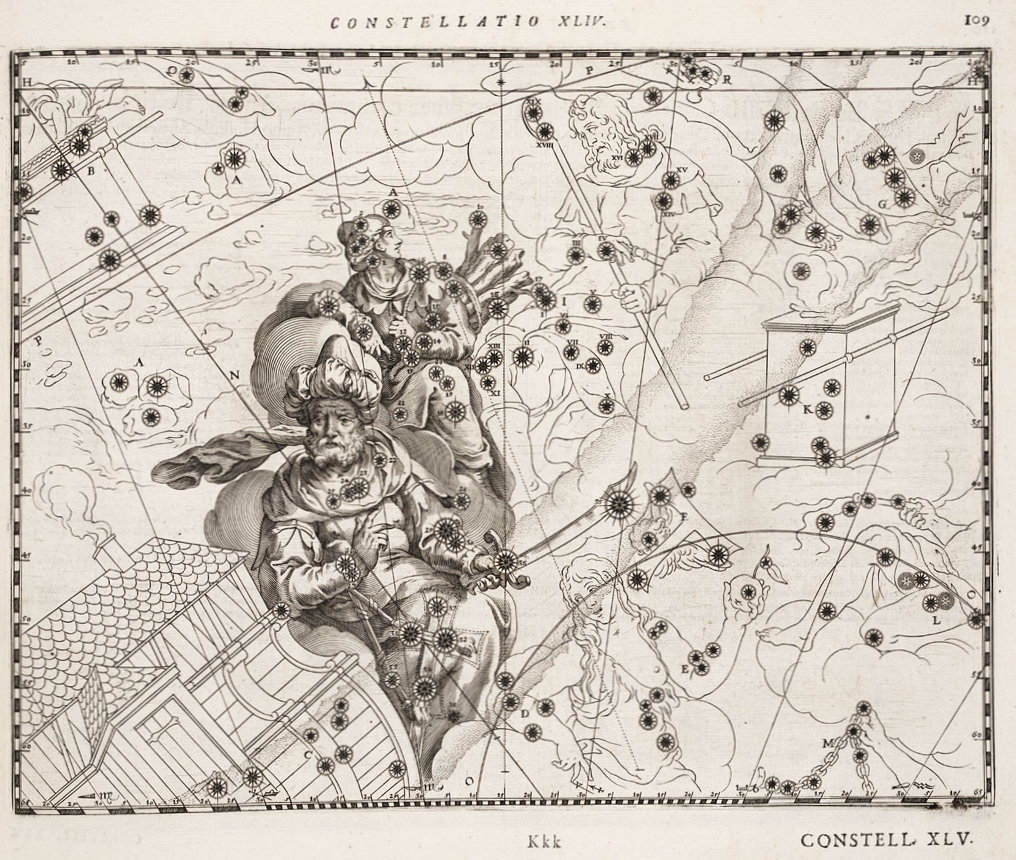
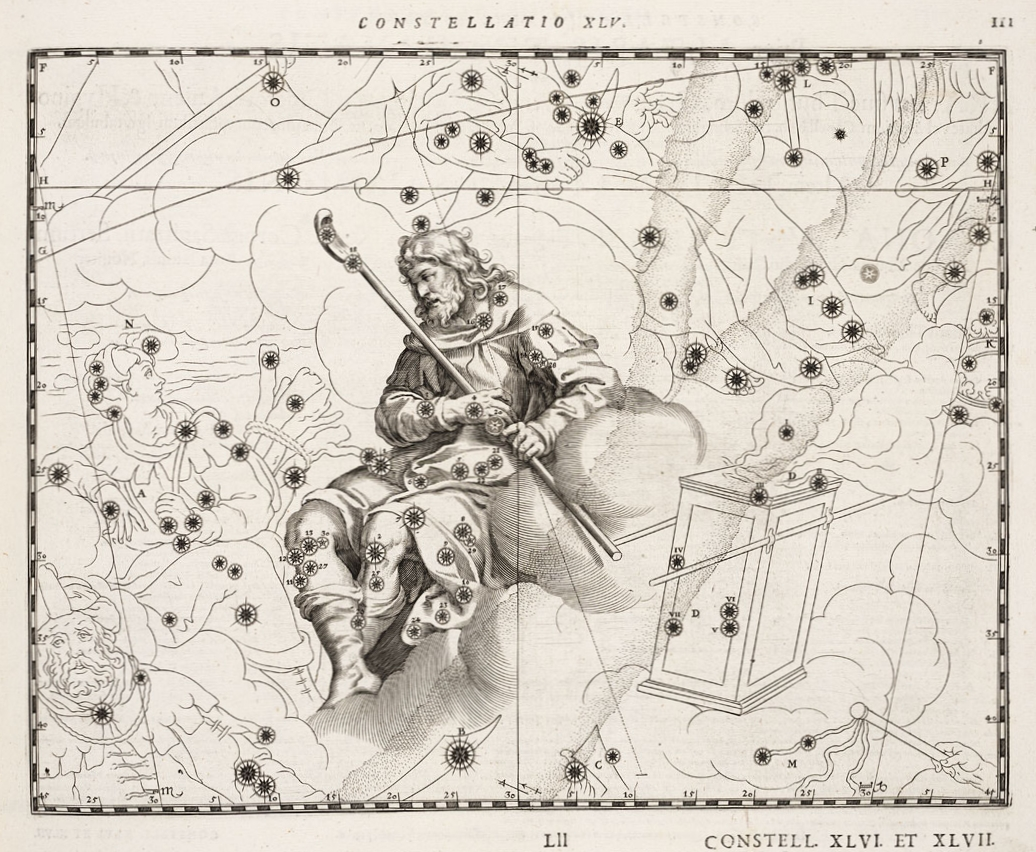
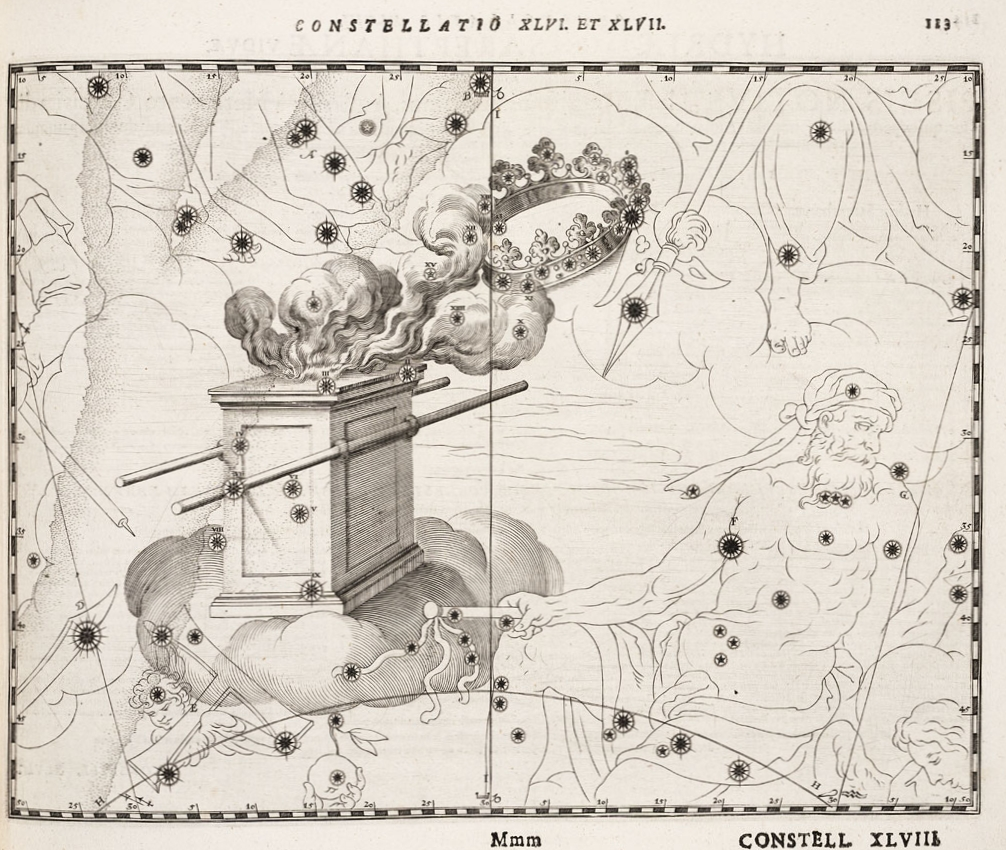
Schiller remplace la constellation de l'Autel et la Couronne australe respectivement par l'Autel de l'encens et le Diadème de Salomé
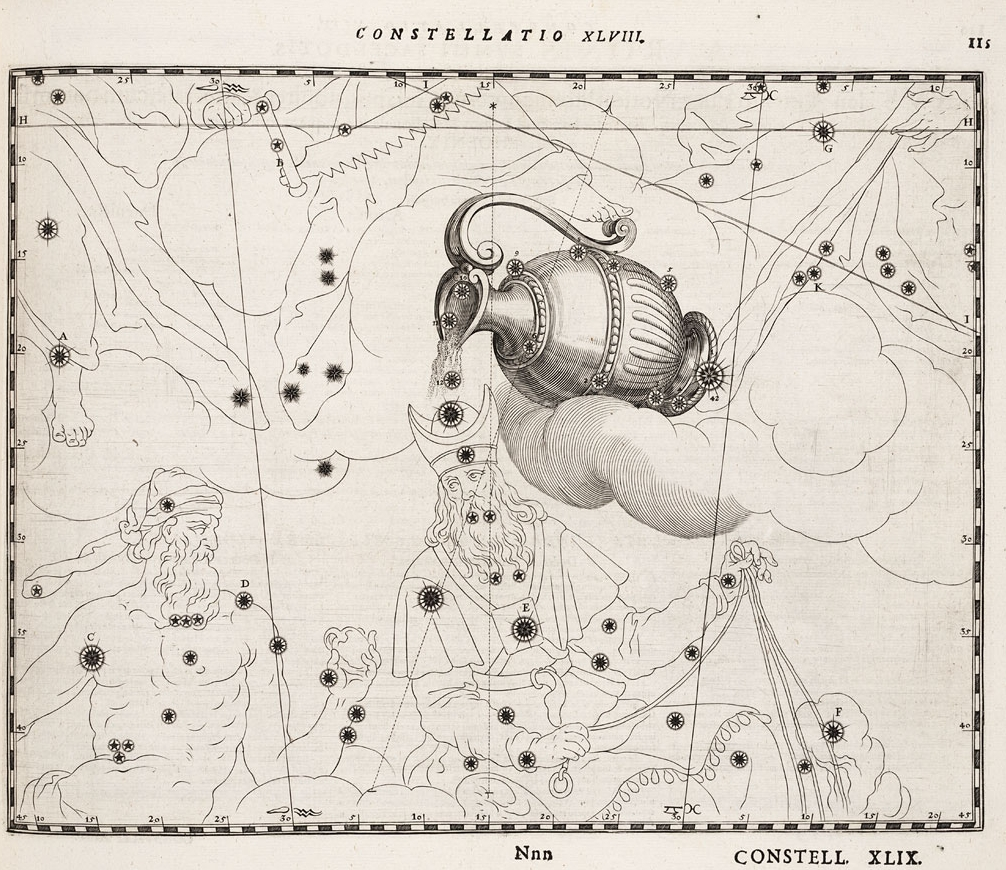
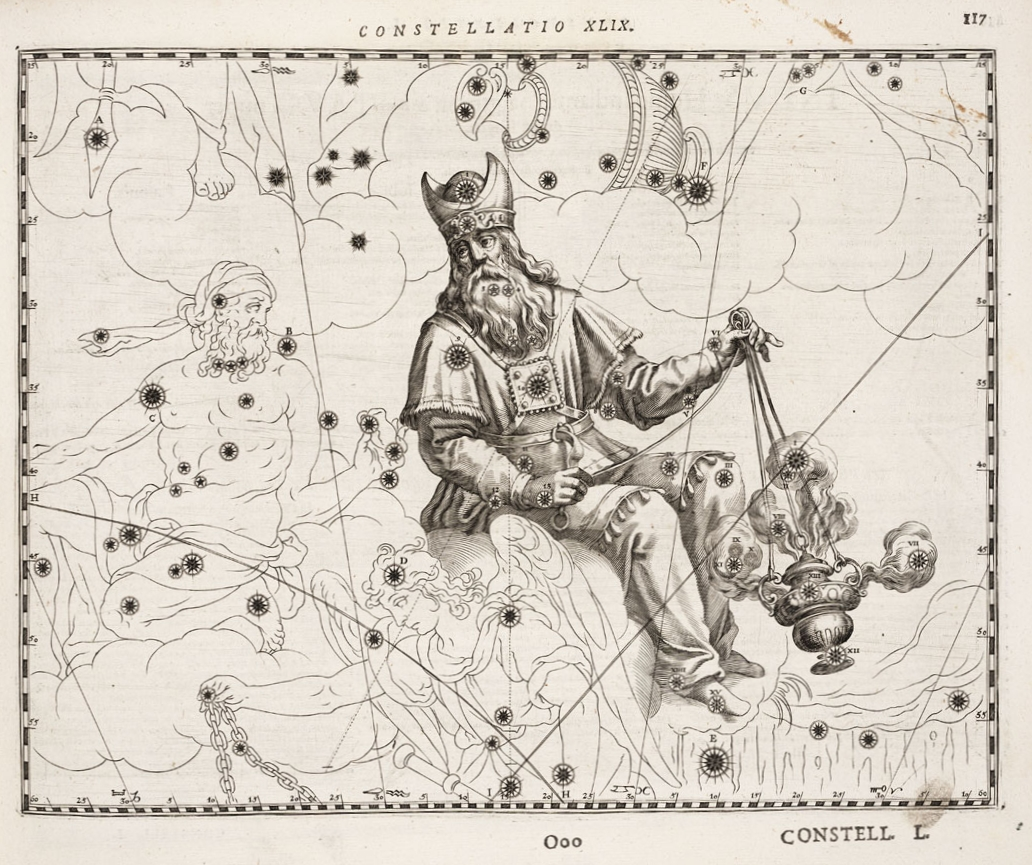
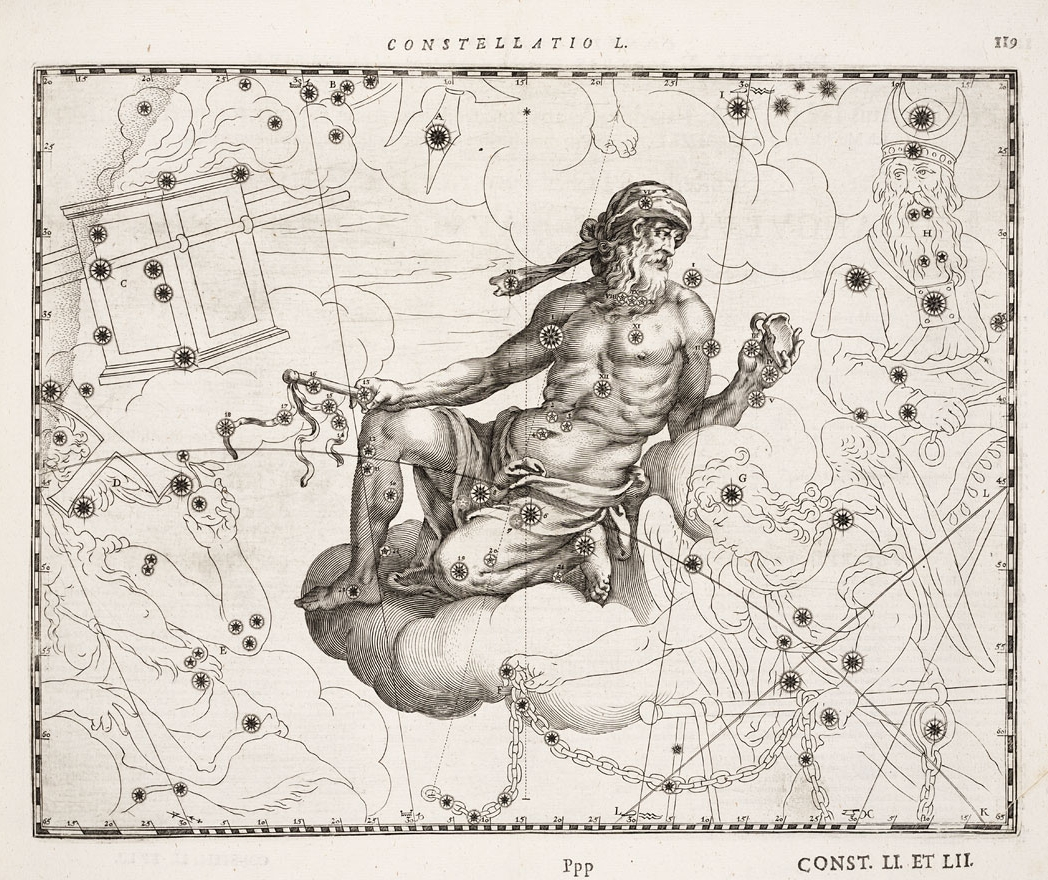
Schiller regroupe la constellation de la Dorade et celle du Poisson volant sous le nom de constellation d'Abel
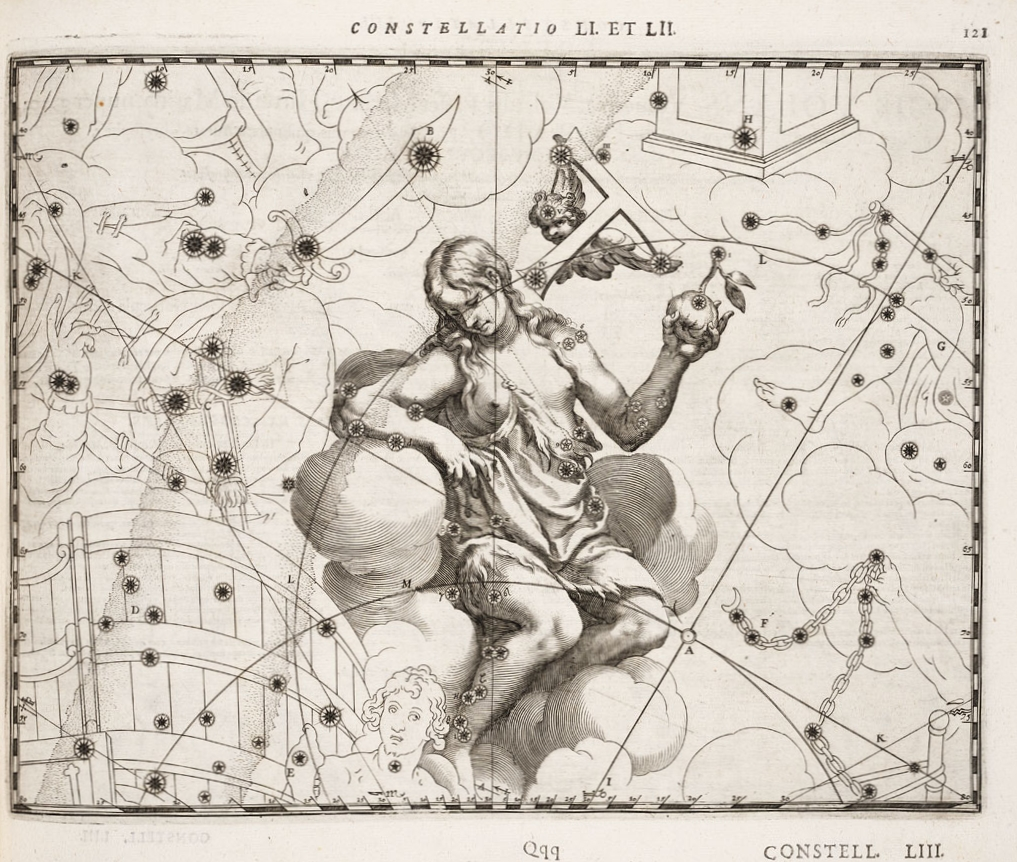
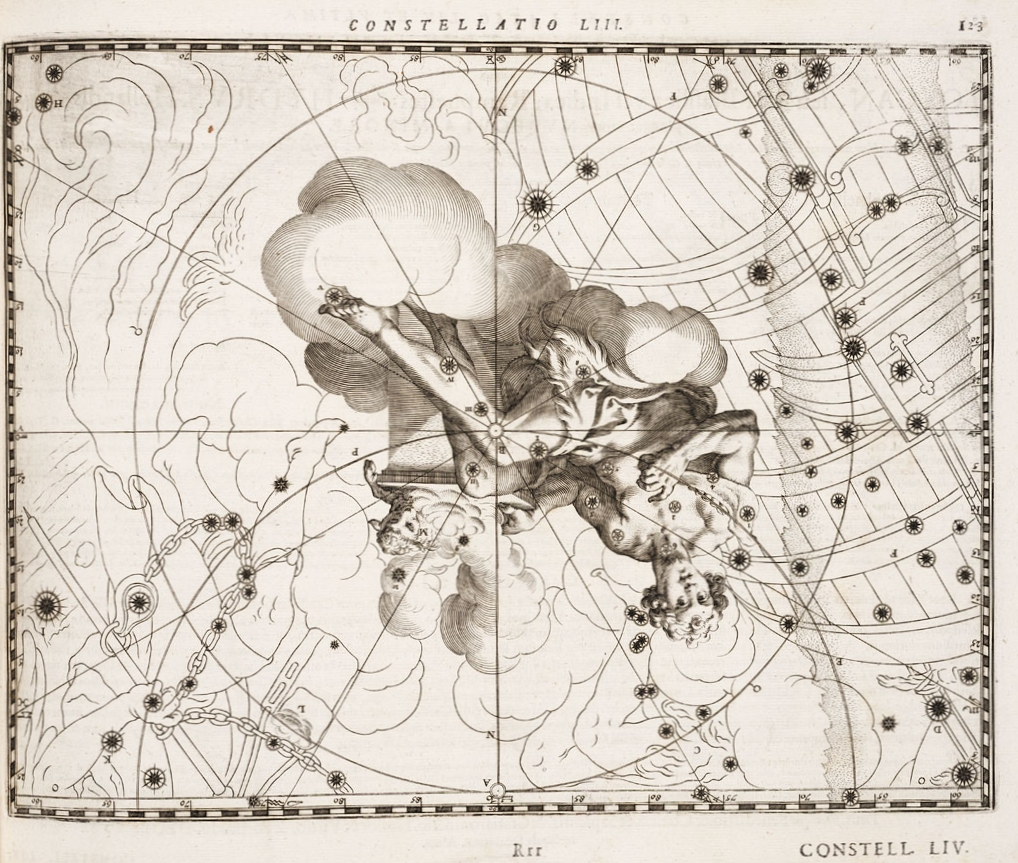
Schiller regroupe deux constellations encore jeunes à son époque, le Paon et l'Indien, sous une seule, dédiée à Job
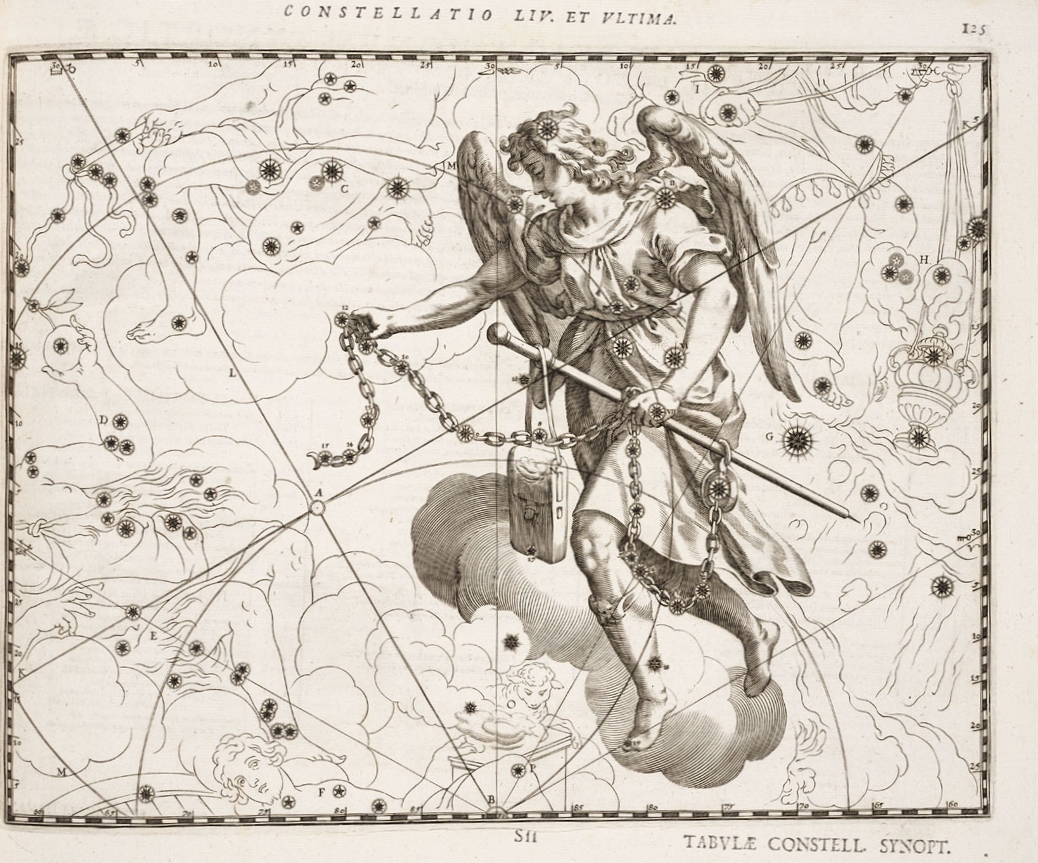